# 名城 (香港)

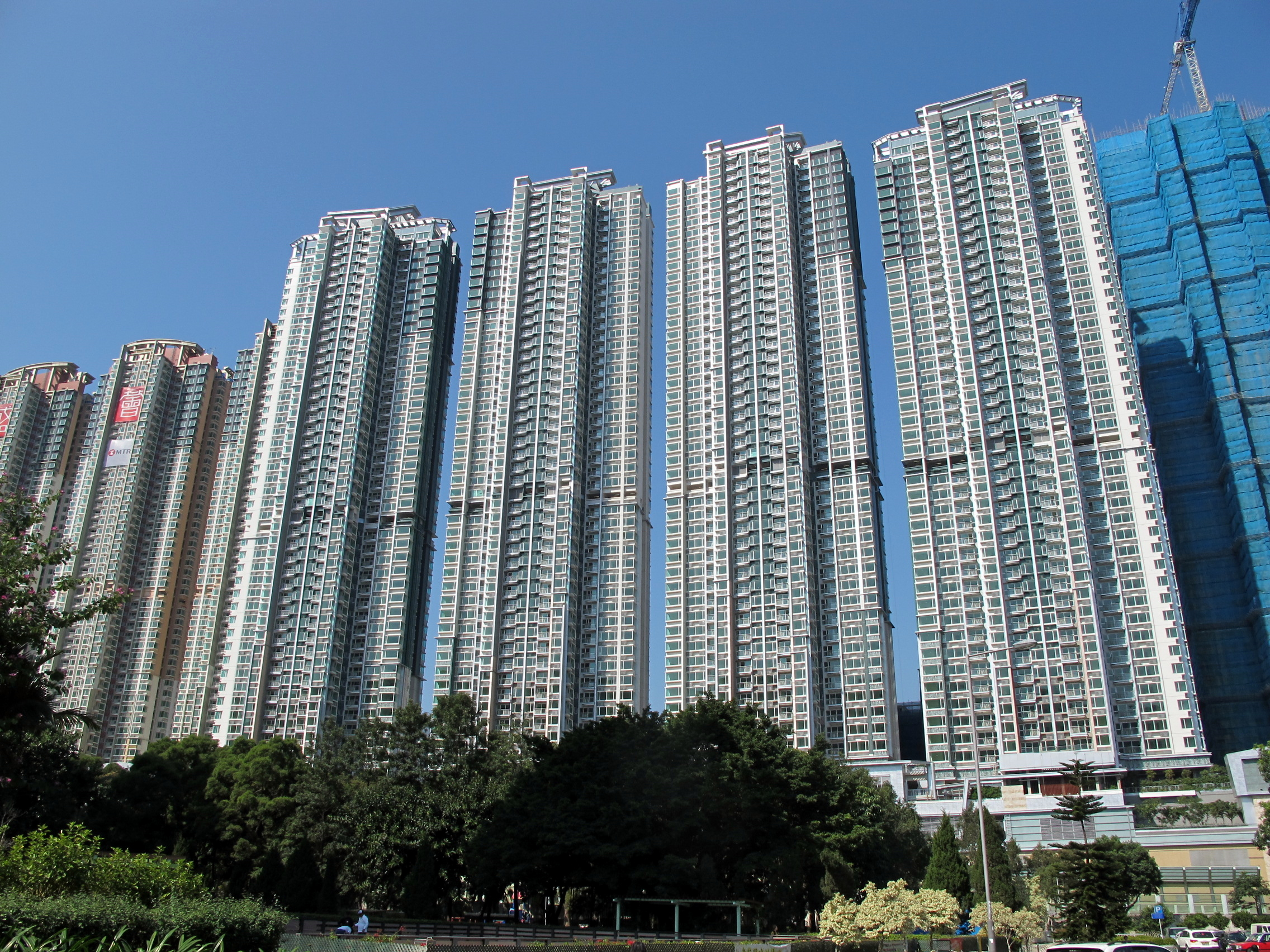
名城第一期

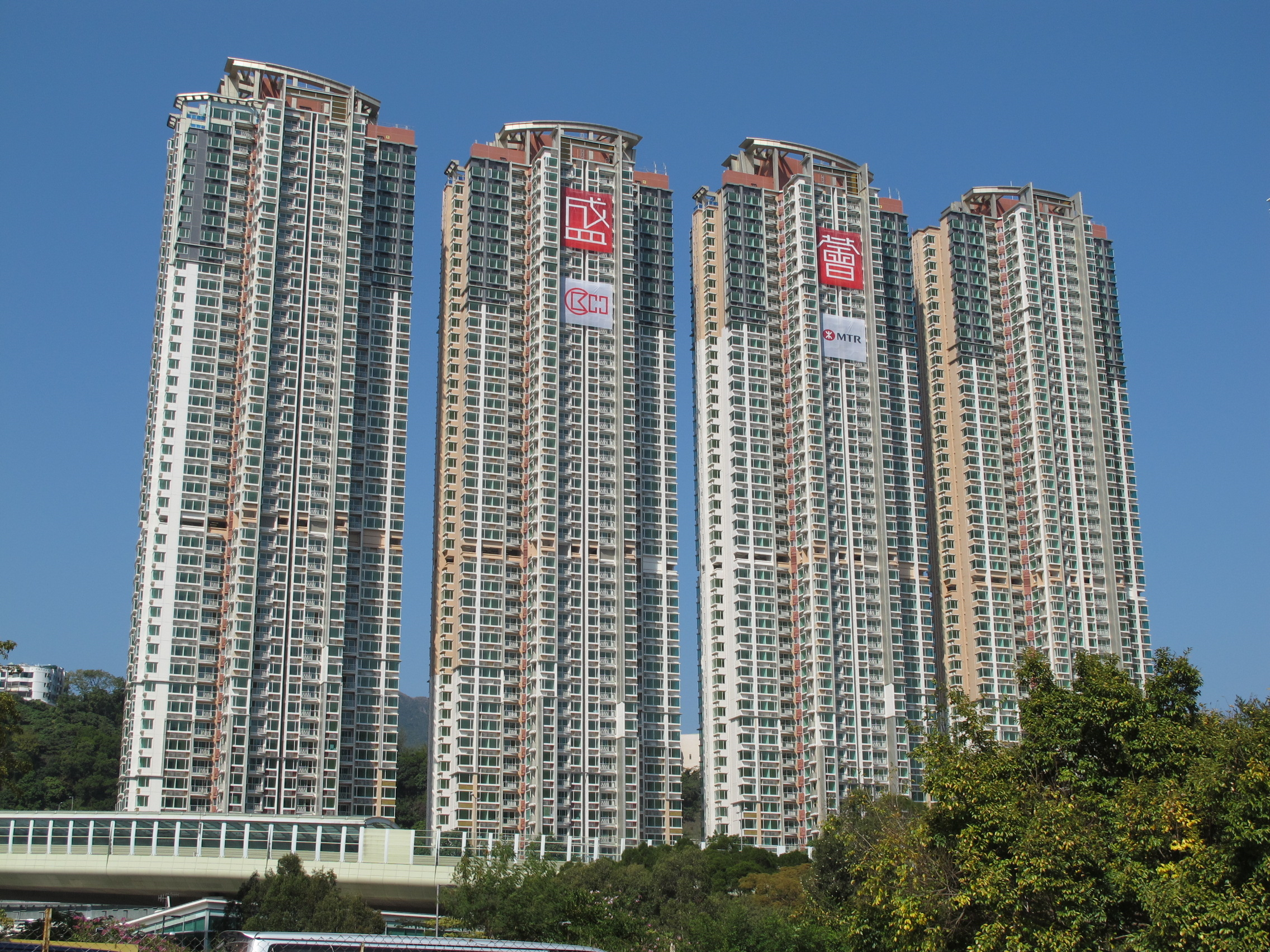
名城第二期（盛薈）

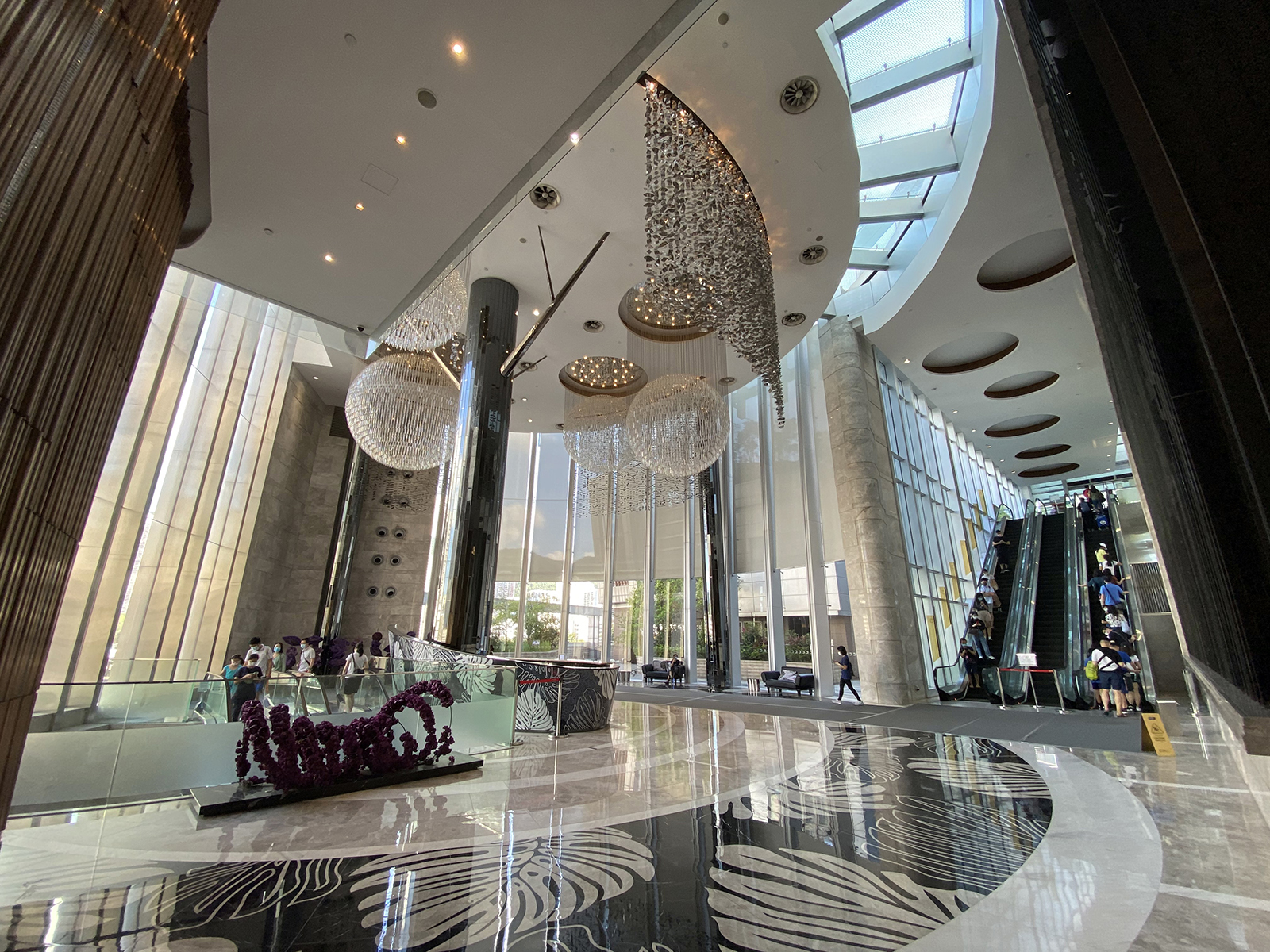
名城主大堂裝設巨型水晶燈

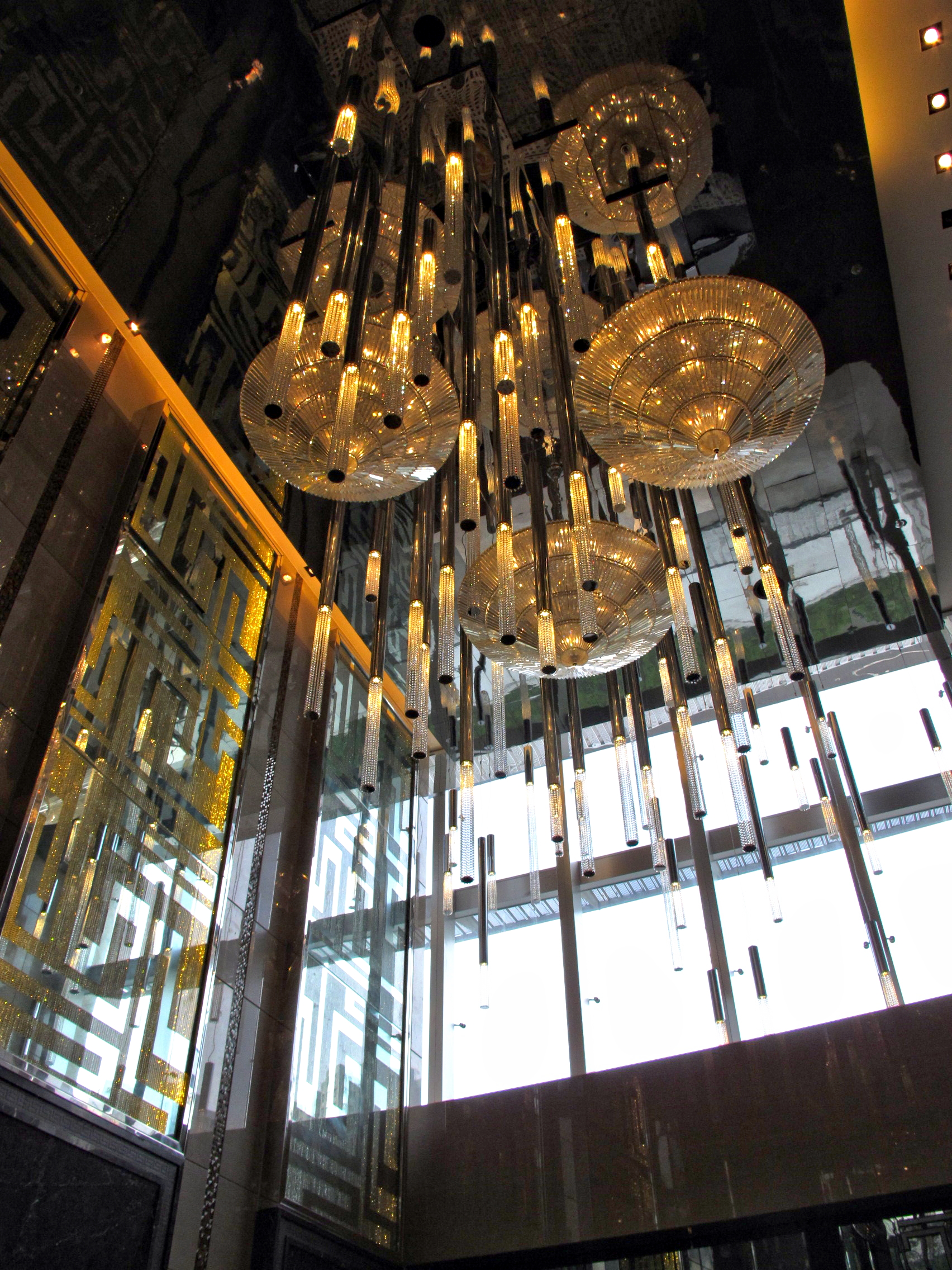
電梯大堂天花裝設水晶燈

名城（英語：Festival City）位於香港新界沙田大圍，為港鐵大圍車廠上蓋的一個大型私人屋苑綜合發展項目，原址北面部份是大圍單車公園；南面部份是香港駕駛學院，更前身為白石村。名城由九鐵公司於2005年11月招收意向，翌年招標（可選擇只投標一部分（第一及二期為合約一，第三期為合約二）發展權，或全部兩部分發展權，唯後者優先考慮），最終由長江實業中標合作發展。兩鐵合併後，物業發展權轉讓予港鐵公司。項目在2007年7月動工，於2010-12年分期落成，合共提供4,264個住宅單位，全部為三房及四房大單位，並由長江實業及港鐵合作發展。名城英文名為Festival City，寓意享有多姿多采的都會生活。由於屋苑鄰近多間大學，吸引不少港漂生居住，加上有不少說國語的人居住，因此中港矛盾時常發生。

## 建築
名城由12幢大廈組成，樓高46至54層，提供約4,328個單位，樓宇高度約為170至180米。項目附設青年服務中心、長者日間中心及老人院、沙田崇真中學及聖母無玷聖心學校，於2011年起分期入伙。項目由興業建築師（何約瑟）設計。室內裝修方面，住客會所由SPIRAL Architectural Design設計，而主入口大堂及第三期電梯大堂由興聯集團負責裝修及設計。

### 第一期（名城）
名城第一期落成單位由4座物業組成，共提供1,360個單位，項目逾80%為900至1,100方呎的3房戶，其餘為1,400方呎的4房戶，另有4間面積2,000至2,300方呎的複式單位，首批計劃先推售700個單位，呎價為7,000至9,000元。住宅採用三梯四戶「雙子式心連心」的建築規劃，每個大堂均設三部電梯直達樓層，供各層四戶享用，每個單位均有環保露台。物業第1座及第5座頂層50及51樓南、北翼為複式戶，面積介乎2,060至2,360平方呎，每伙均連有面積約776至847平方呎的天台及空中平台。在名城1期已售單位中，樓價逾千萬元四房大宅內地客比例高佔30%至40%。
第一期於2010年3月20日至8月開售同年9月落成及售罄，並於2011年1月起入伙，項目首期提供1,360個單位，
到了2011年6月初，長實開售大圍名城一期現樓貨尾，涉及300伙。貨尾平均呎價8,573元，823萬元入場，與2010年名城首推相若，但較現時屋苑的二手價低逾一成。
第一期（名城）樓宇均採用東芝提供的升降機。

### 第二期（盛薈）
名城第二期命名為「盛薈」，提供1,368個單位，單位間格與第一期一樣，面積介乎902至1,400呎。全數均為3房及4房以上純大戶設計，劃分南北兩翼，配合「三梯四戶」設計。大廈用料矜貴，每層電梯大堂牆身鑲嵌雲石綴以米黃色天然紋理藝術磚、地台則採用銀閃雲石地台、樓層指示牌採用奧地利Swarovski水晶拼砌、天花垂簾式水晶吊燈。此外，單位採用名貴胡桃木紋大門，飾以Swarovski水晶，加上原粒同系列的水晶門鈴、珍貴Titanio晶亮半寶石作門飾，以及Bonco門鎖配流線型時尚門柄。
為配合市況改變方向，盛薈原調升意向呎價，調幅5%至7%，項目呎價有機會逾1萬元。不過在11月11日公佈價單後，首批單位以貼市價首推108伙，最快在11月19日開售，平均即供呎價8,326元，較市價折讓2%至3%，較名城一期開價低約4.2%，並較1期二手放盤價低出17%，入場費為712.8萬元。無線電視的《東張西望》節目內提出，單位以建築面積尺價計算，呎價是比一期為低，但以實用面積呎價比較，就會比一期為高，發展商實以名減實加的方法推銷。
到了11月29日，示範單位改為預約參觀，其後亦重新推售貨尾單位。
盛薈（第二期）樓宇均採用東芝提供的升降機。

### 盛世（第三期）

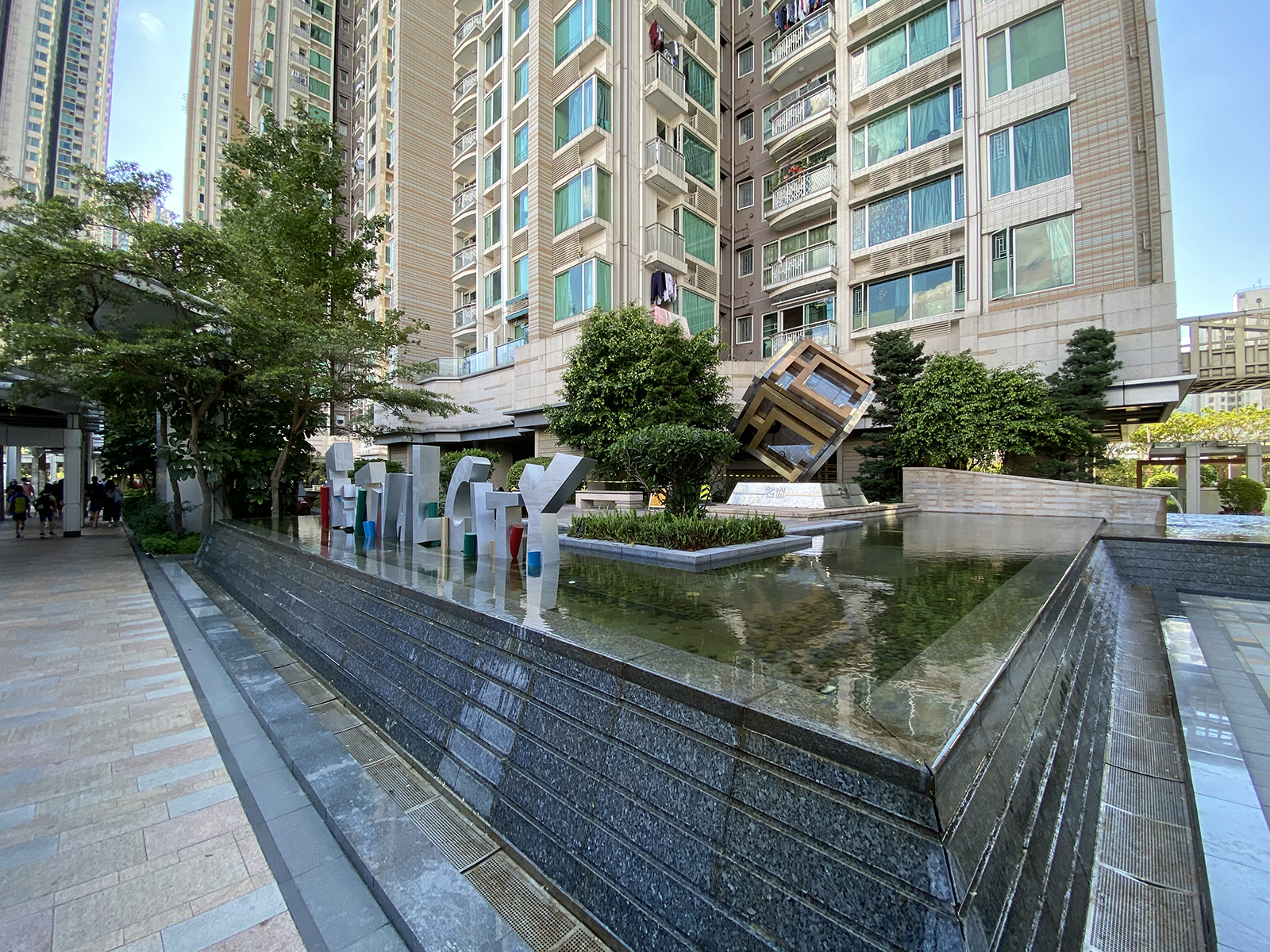
盛世在開售時的雕塑，其後擺放在平台花園

名城第三期命名為「盛世」，提供1,536個單位，單位間格與第一期、二期相似，面積介乎912至1,376呎。全數均為3房及4房以上純大戶設計，劃分南北兩翼，配合「三梯四戶」設計。項目設有6個複式戶，分布於第2至5座頂層，面積介乎2,034至2,368呎，各複式戶均連平台及天台，面積由760至816呎。另各座首層設連平台單位，共8個，平台面積80至94平方呎。物業用料方面，盛世採用升級用料，如斥資$1億提升4房戶的廚房用料，選用德國Poggenpohl廚櫃及意大利Baumatic家電，其建築成本較盛薈高出三成，每呎建築成本達$3,000。
「盛世」項目於2011年11月尾開售，亦於國內城市進行路演，唯開售成績一般。到了2012年1月起封盤。
2012年2月，長實將1-2座命名為「極尚·盛世」。開售以來即獲買家追捧，銷情持續理想，發展商數度加推單位應市，其中首度推出之兩伙複式連天台單位亦迅即被搶購，呎價達13,567呎.
盛世（第三期）樓宇均採用三菱電機提供的升降機。

## 住客會所

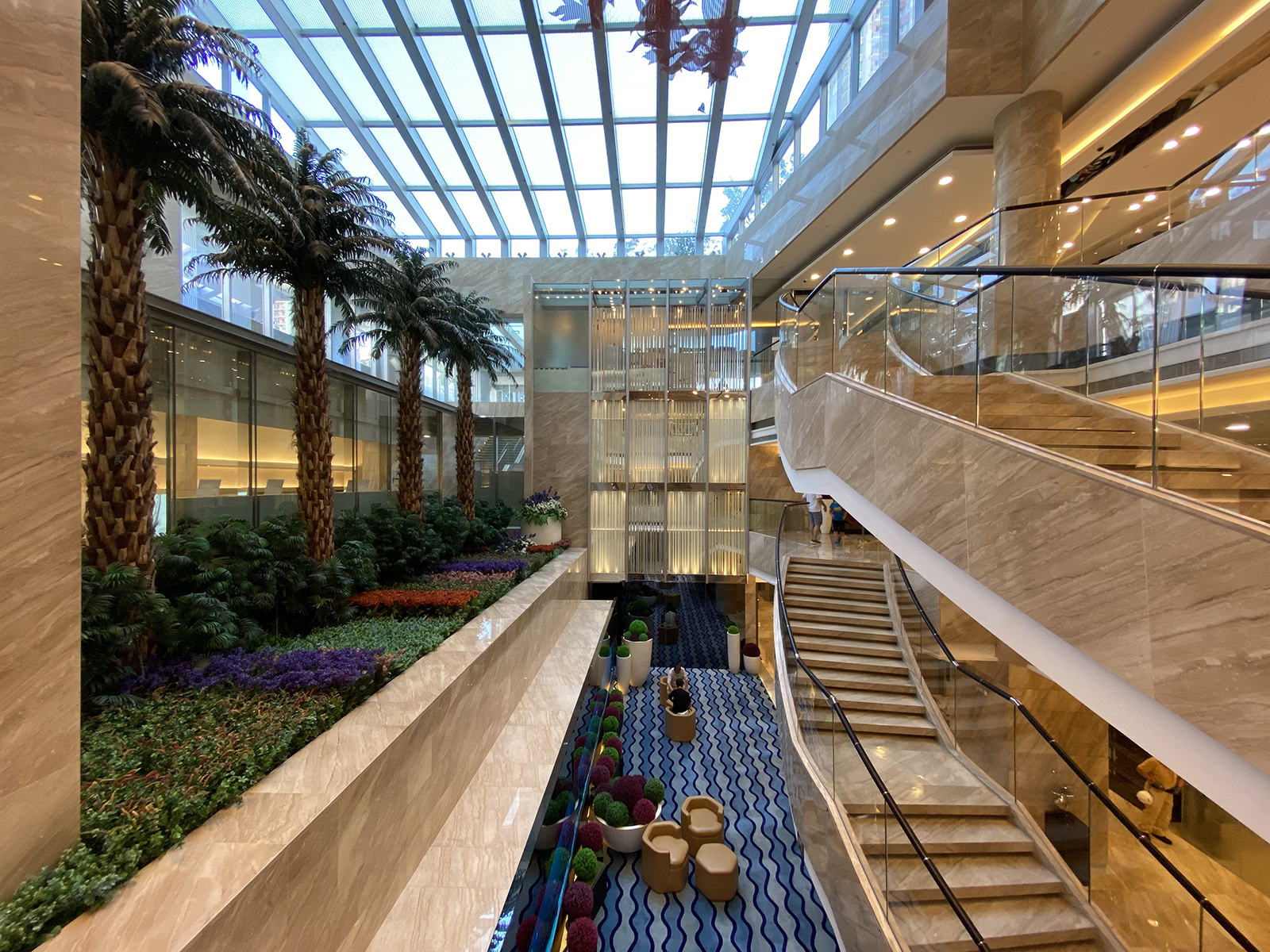
第一期會所大堂中庭

名城住客會所命名為Club Festival，發展商聲稱會所斥資4億港元興建，會所及園林總面積達62萬呎，規模為長實眾多物業之冠。會所內由3個主體會所組成，設近50種遊樂設施，分置於各期基座，供1至3期住客共用。根據預訂會所設施系統，可供住客於網上預訂的設施包括遊艇卡拉OK室、攻略影音室、音響室、按摩椅、瑜珈舞蹈室、射擊房、小紳士淑女享樂廳、淑女享樂廳、EMBA享樂廳、保齡球場、派對保齡、私人影院、桌球室、卡啦OK房、遊戲室、乒乓球室、壺球室、羽毛球場、籃球場、排球場、國粹坊、樂與怒天地、音樂室、綺麗玻璃水晶宴廳及雲裳軒。
第一期會所設健身室、遊戲室、閱讀閣、多用途房連備餐設備、閒坐區及兒童遊戲區；其餘室內泳池、長度達50米的 Pteria Martensi 珍珠貝形戶外泳池、數碼日光浴曬台、多功能運動場、卡拉OK房、乒乓球室、音樂室、桌球室、保齡球場、動感立體水族館及私人影院等則於2011年11月才開放。
第二期會所命名為「名士薈」，專為男士而設。內設「MI6 轟天基地」室內模擬槍戰場、「名譽號」宴會室及設有長達13米的「Swarovski水晶雲石天梯」，以廣闊天幕玻璃設計，讓自然光滲進會所內，令天梯更閃耀奪目。
第三期會所命名為「名媛薈」，專為女士而設。提供水療設施、Salon Corner等，讓女住戶足不出戶，也可全方位享受美容服務。
名城亦包括長度達180米的「魯賓遜漂流河」，住客可沿河可自由地漂浮逐浪，或是利用河道旁的水槍及水炮，掀起水中大戰。

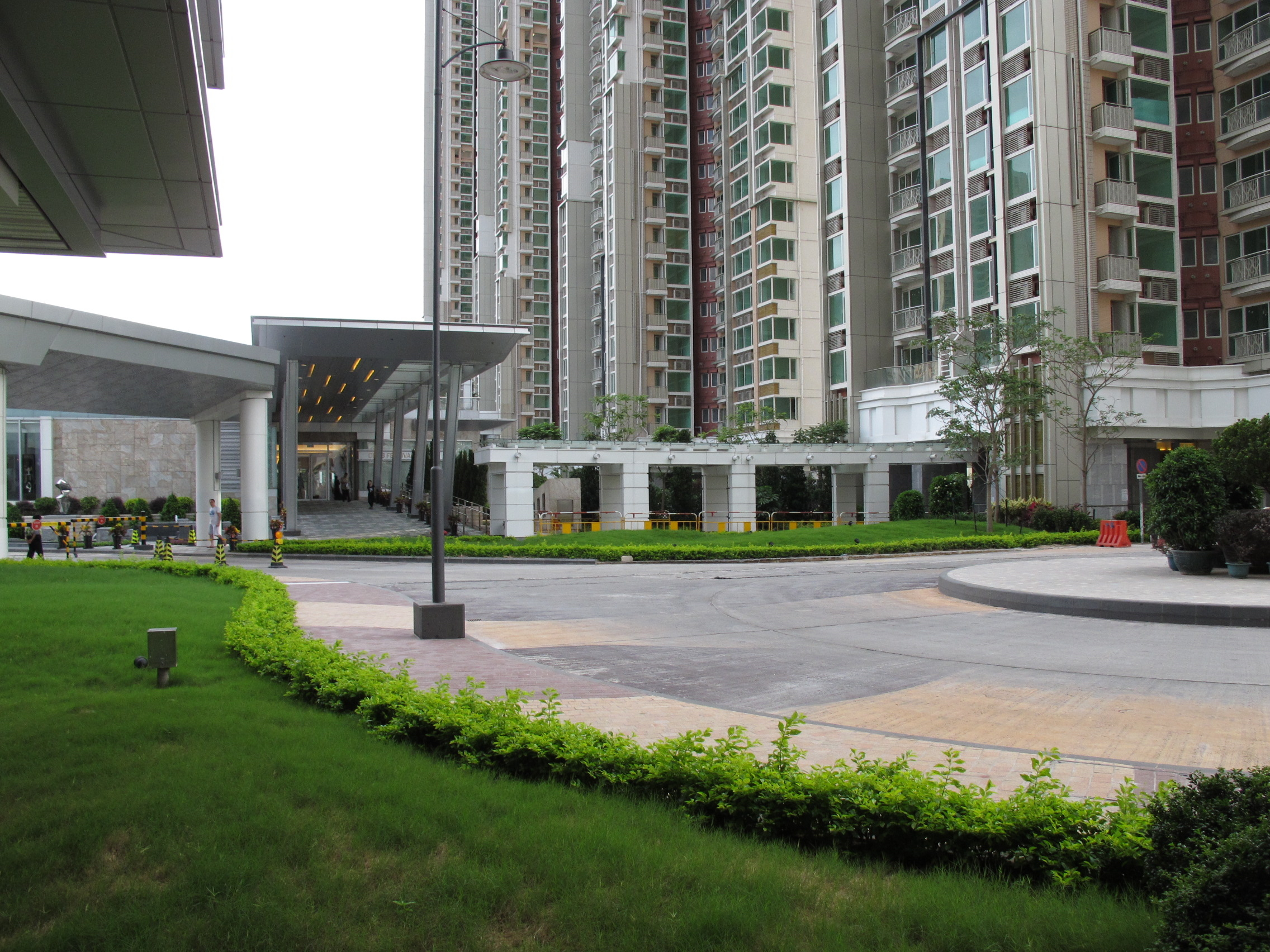
會所外貌
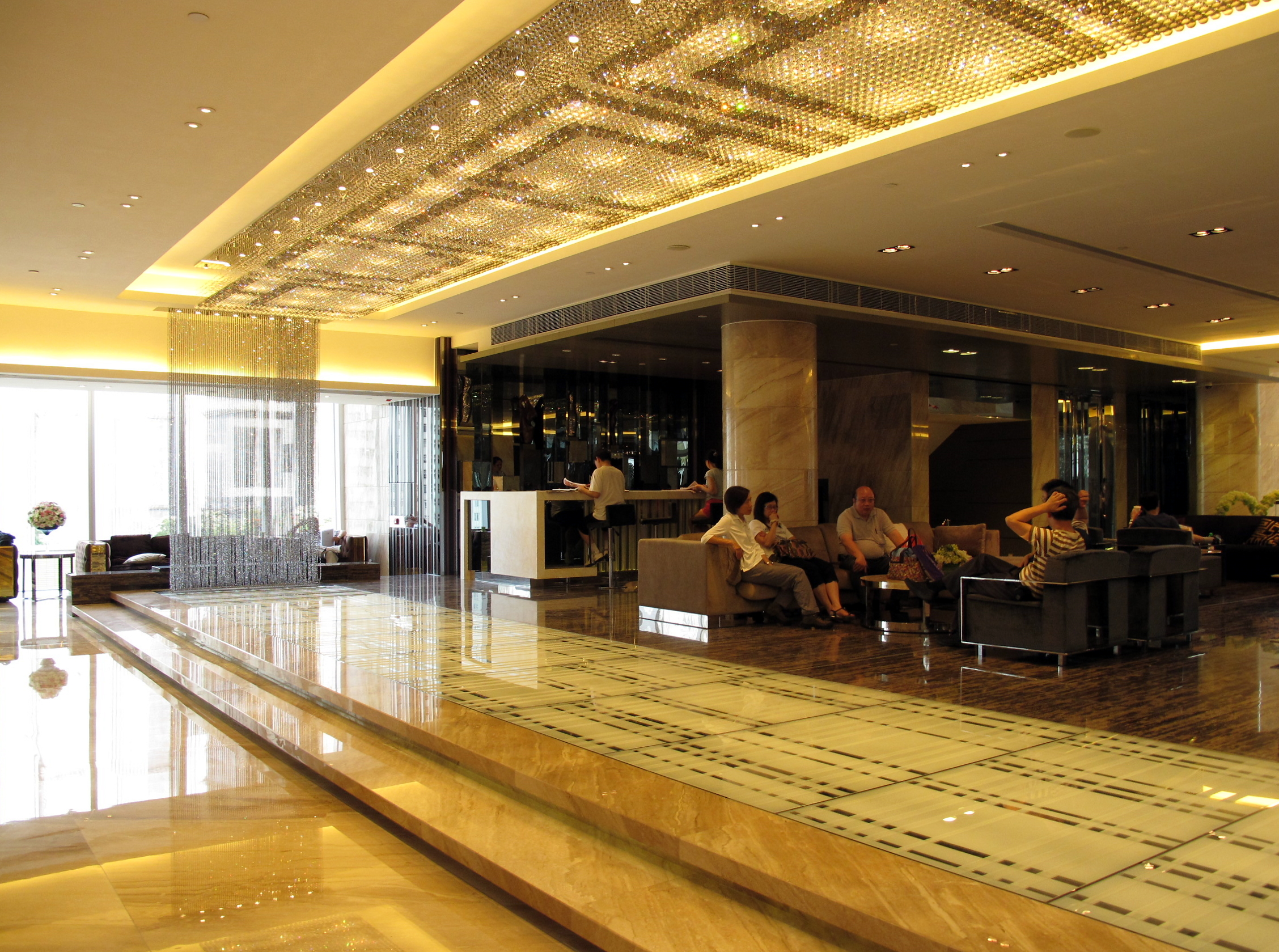
會所大堂
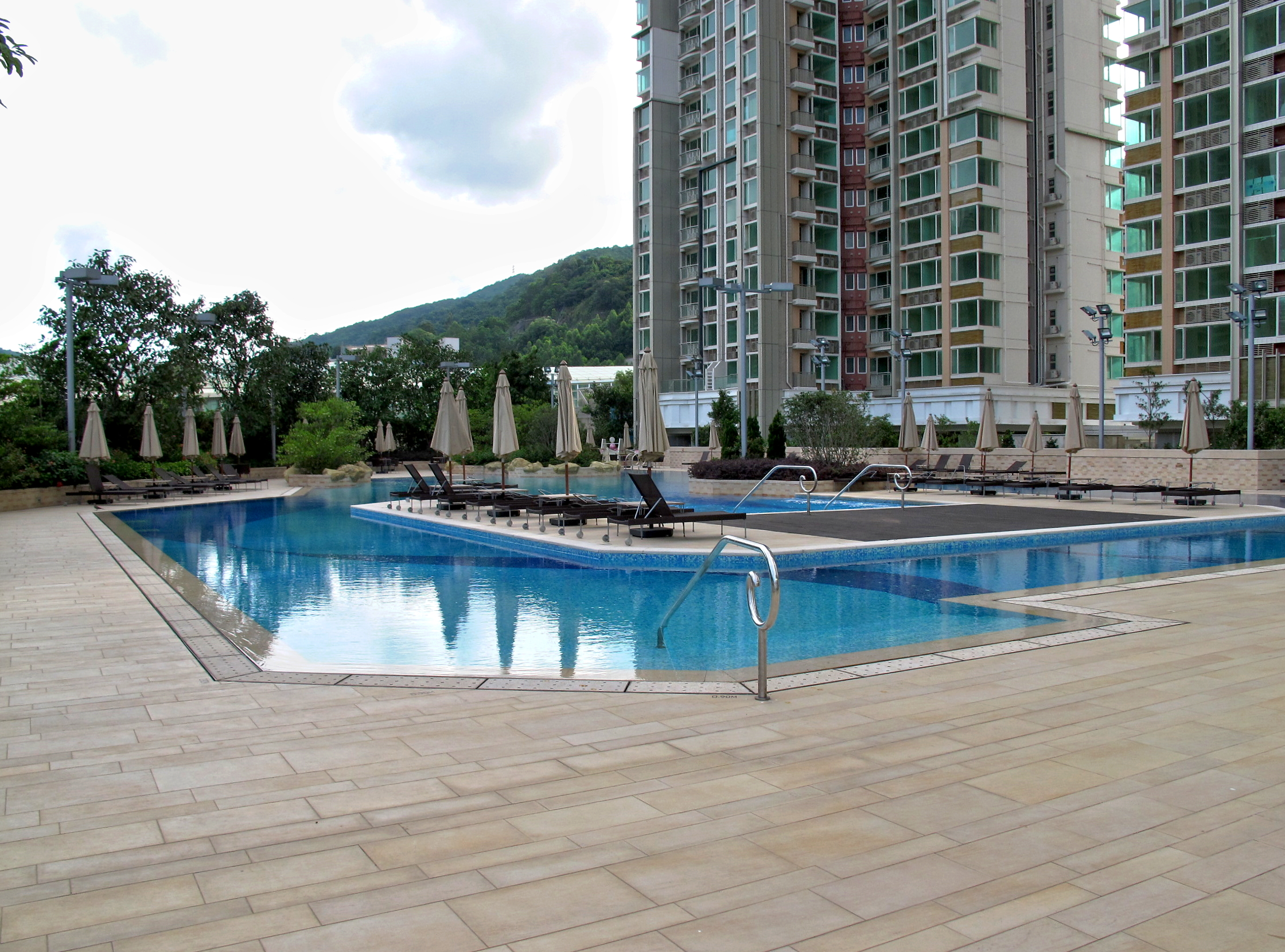
珍珠貝形戶外泳池
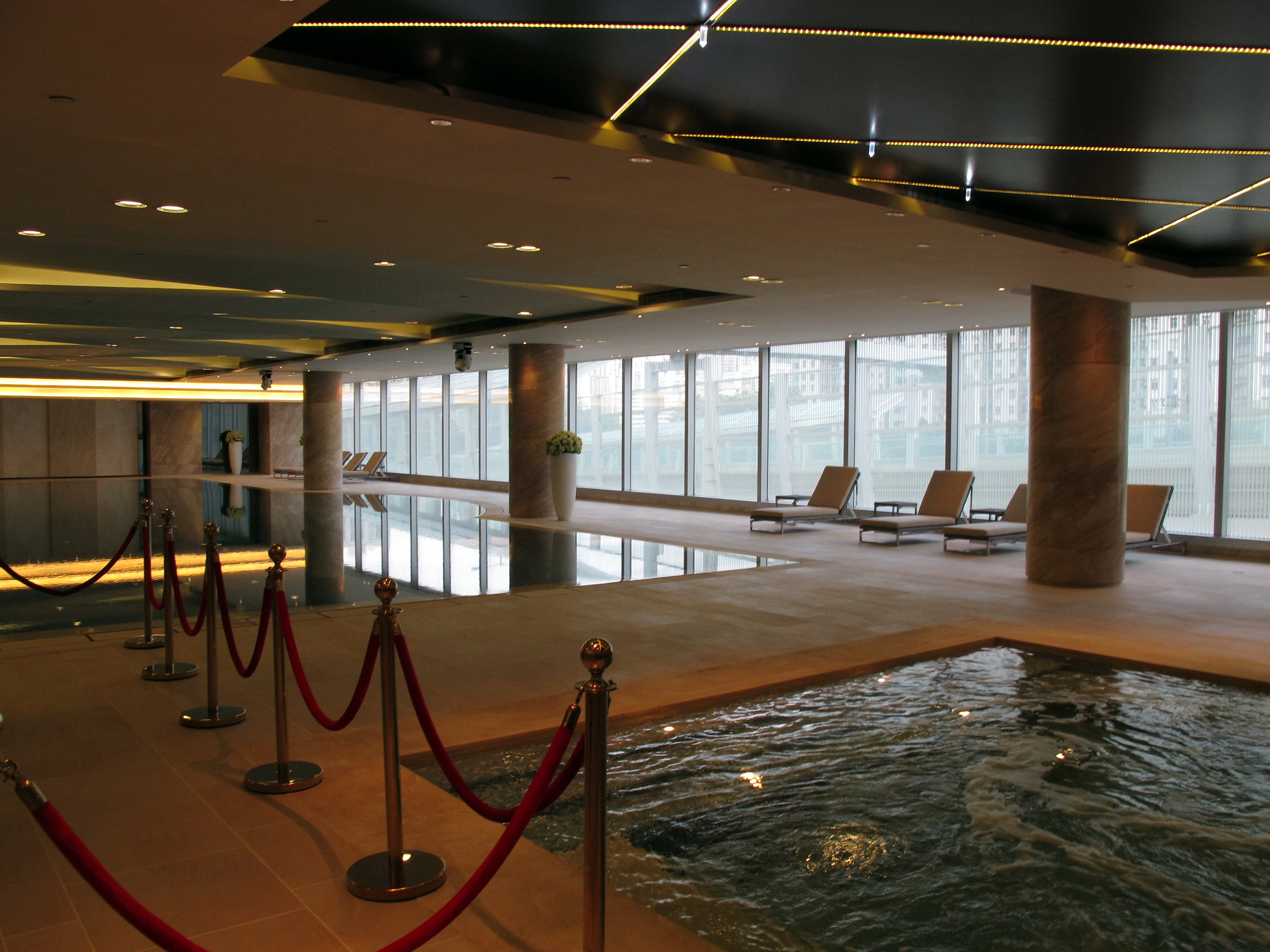
室內泳池
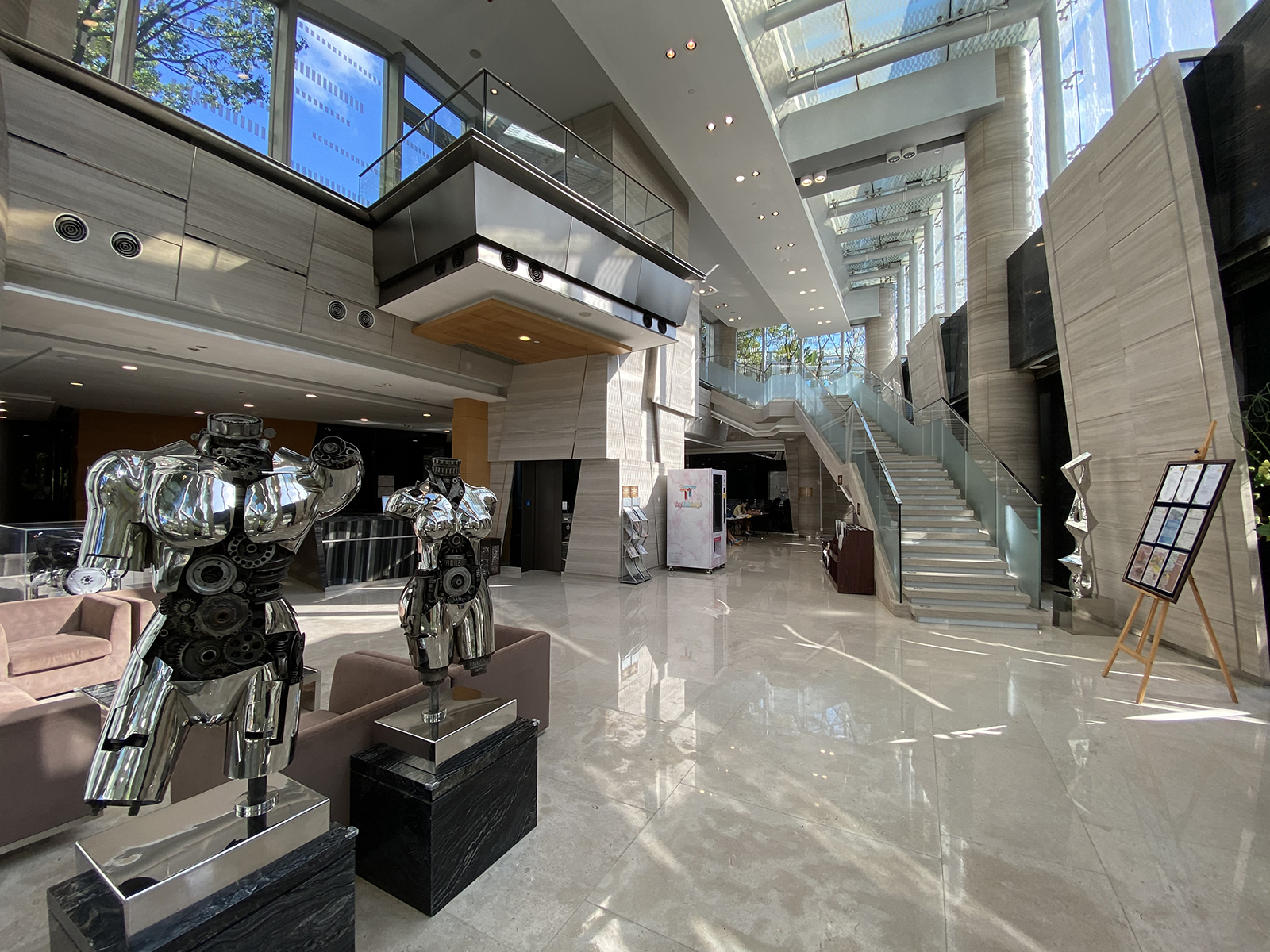
第二期會所「名士薈」大堂
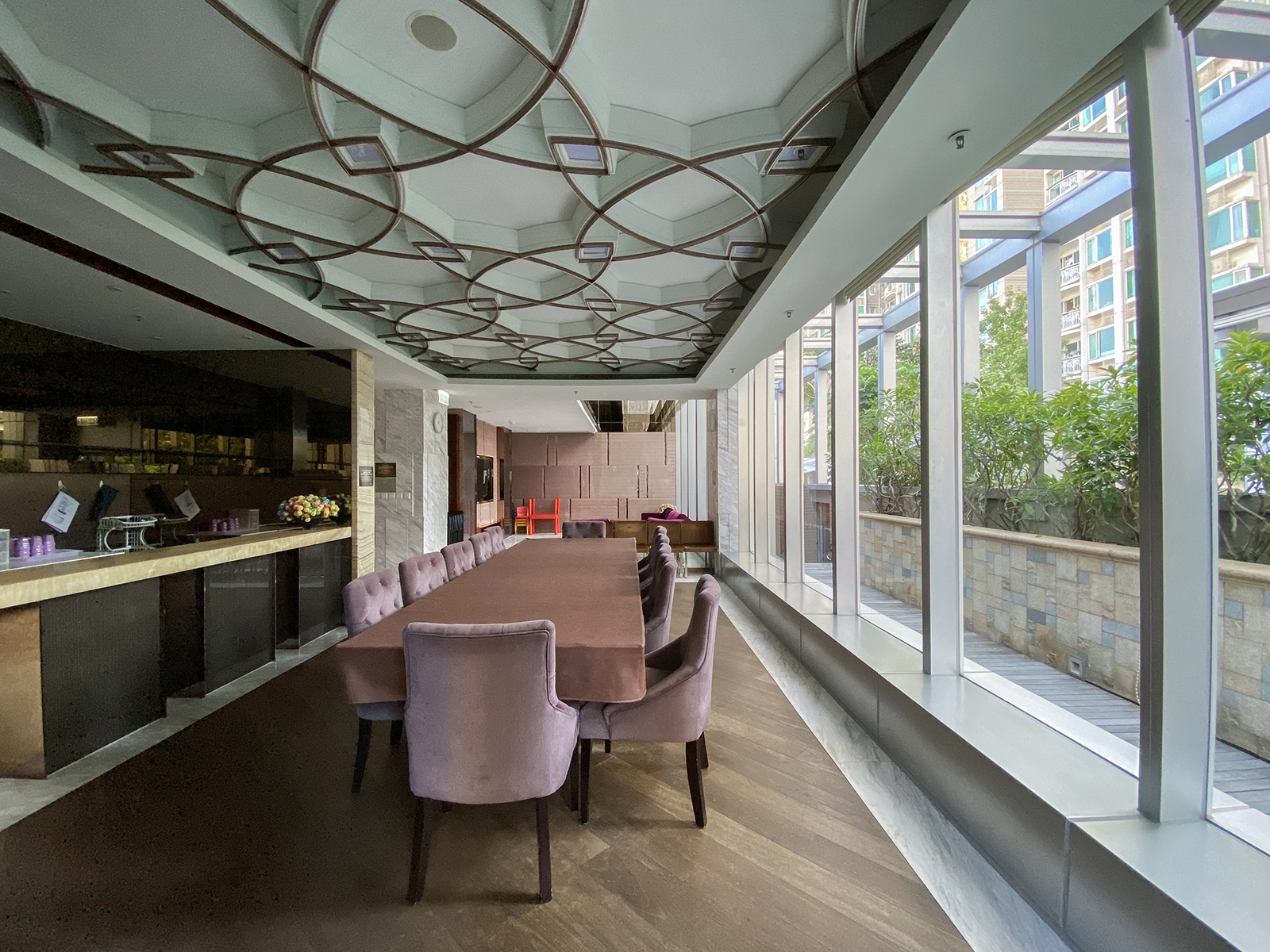
第三期會所「名媛薈」多用途房

## 花園平台

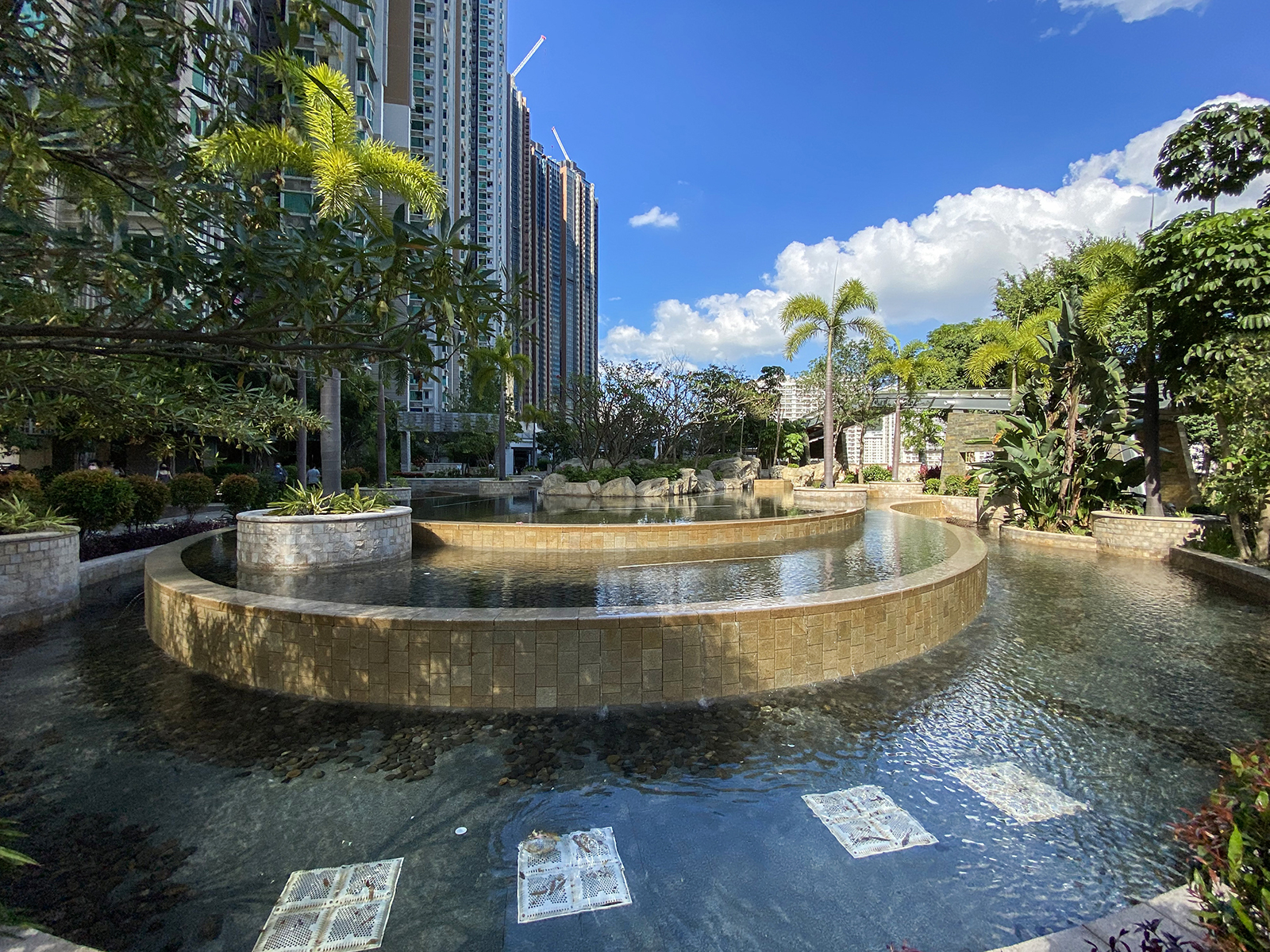
晶莹水簾观赏池

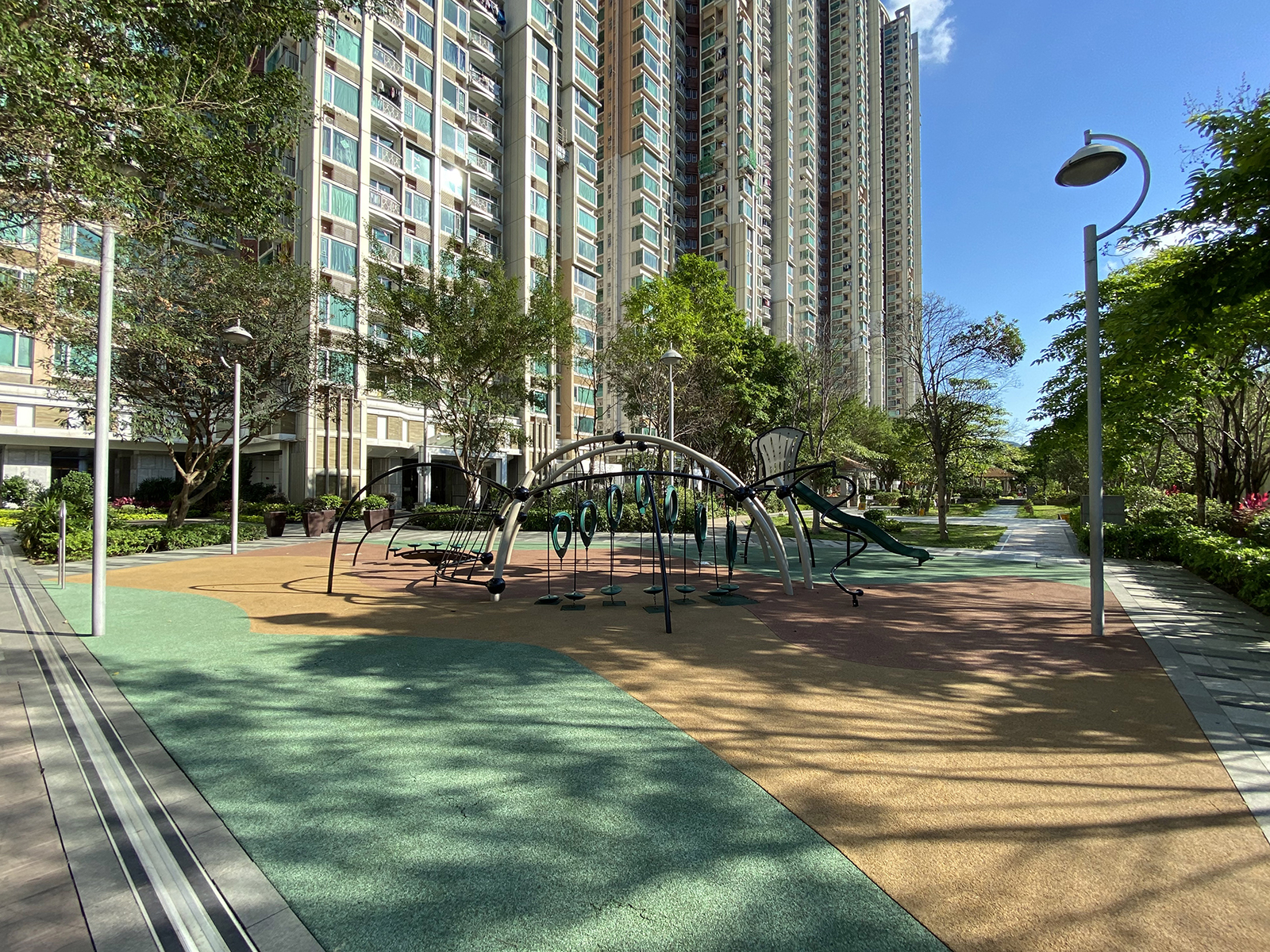
第二期花園設兒童遊樂場

花園平台命名為Beverly Majestic Garden，佔地43萬呎，以美國加州陽光園林為設計藍本。設施包括1,200米環島觀景緩跑徑、兒童遊樂場、湖泊式水景园林「紫黛嫣红庭园」及「晶莹水簾观赏池」组成。平台設置有蓋行人通道連接各座樓宇及來往地面的升降機大堂。唯平台部份範圍可供公眾進入。

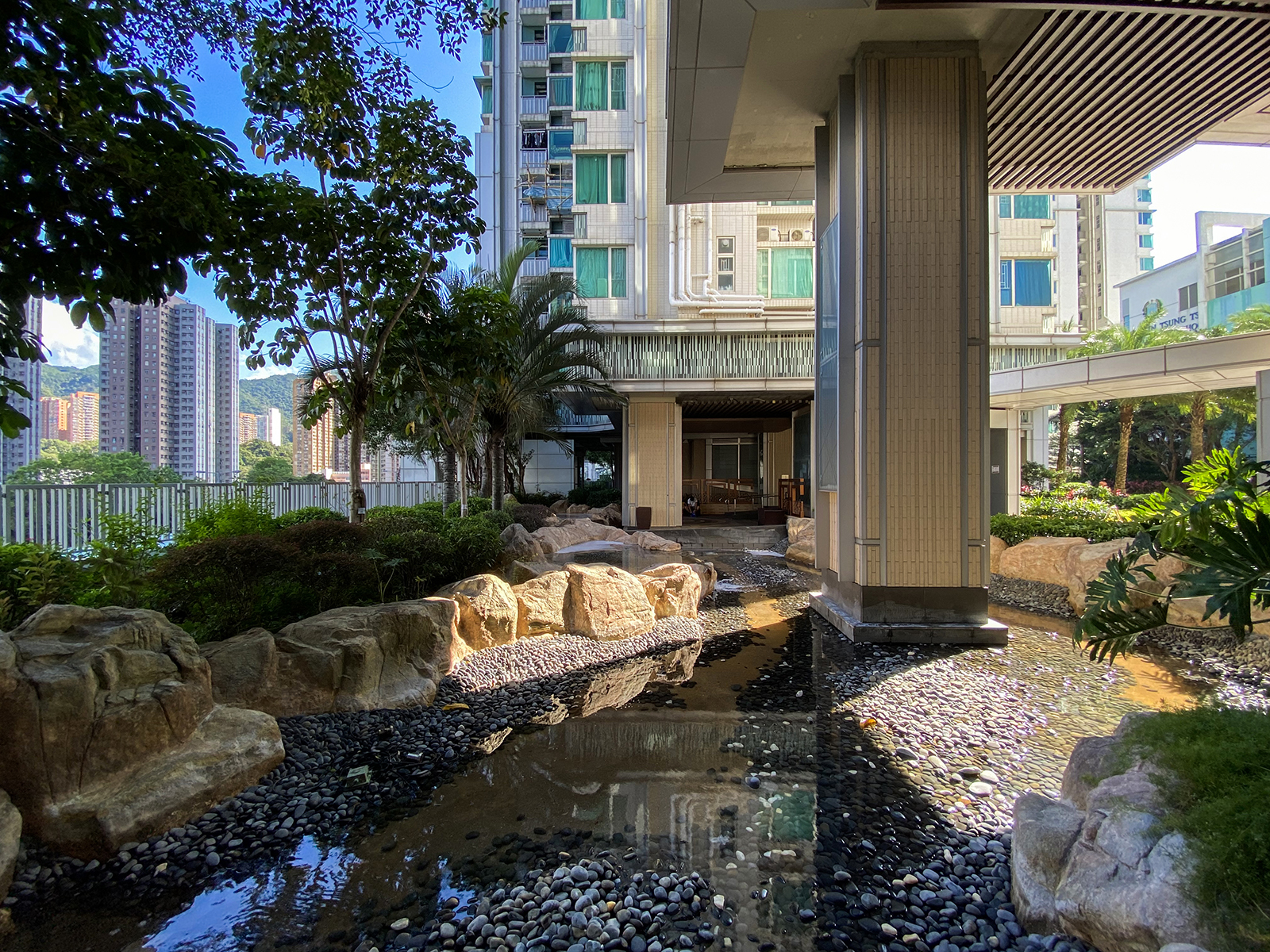
第一期地面園林
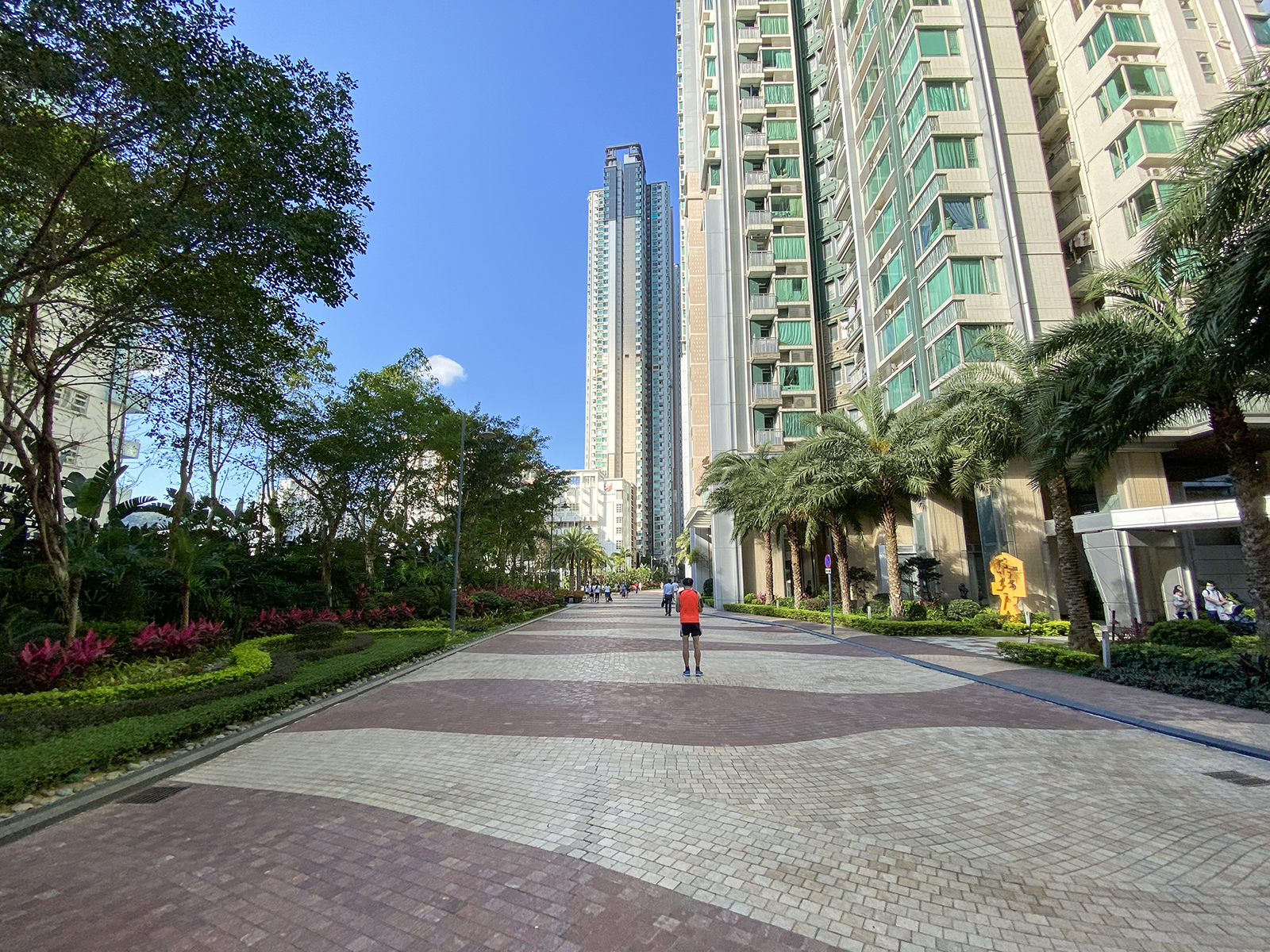
發展商將平台緊急車輛通道形容為緩跑徑
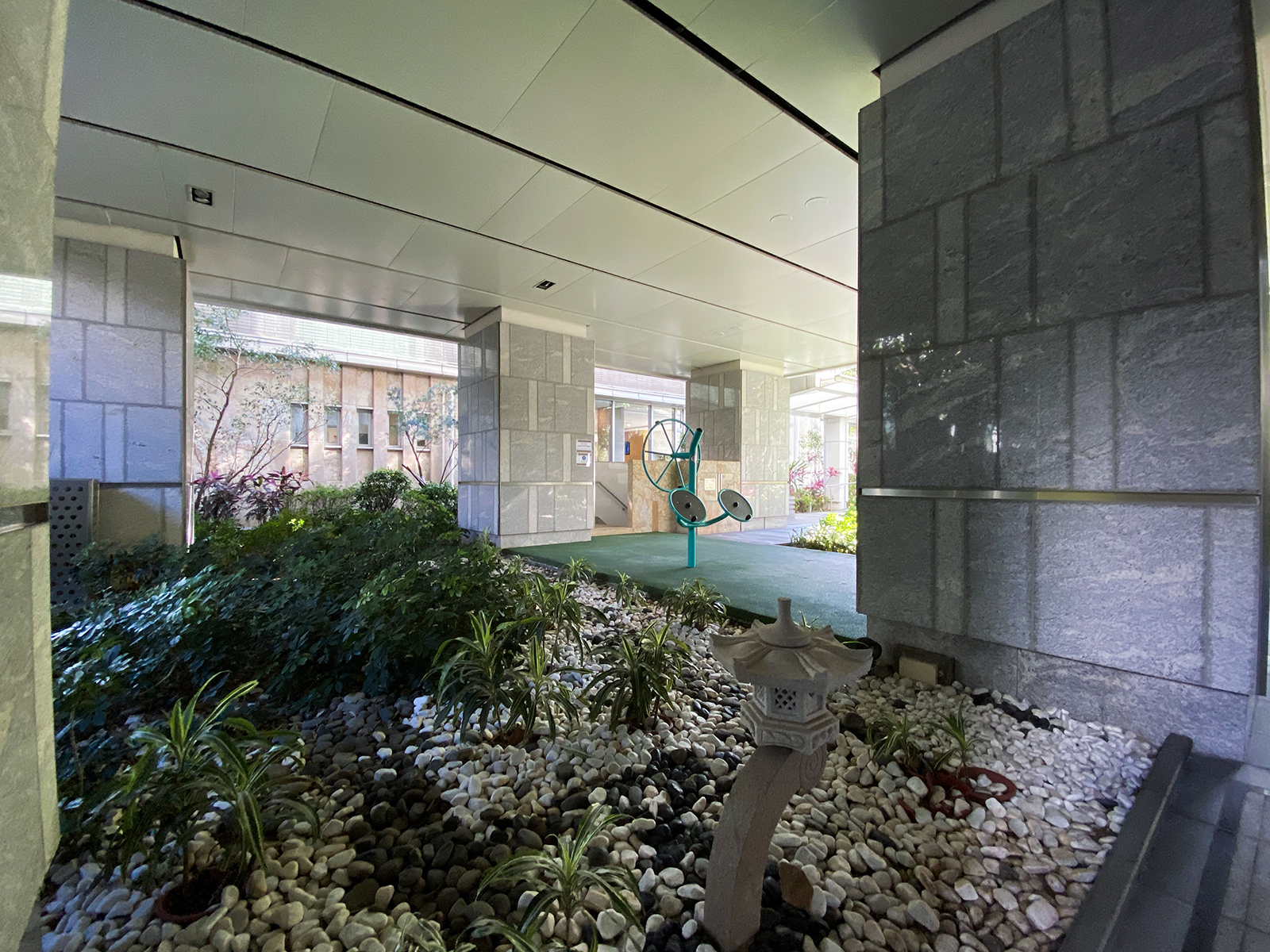
第二期第一座地面設健身區
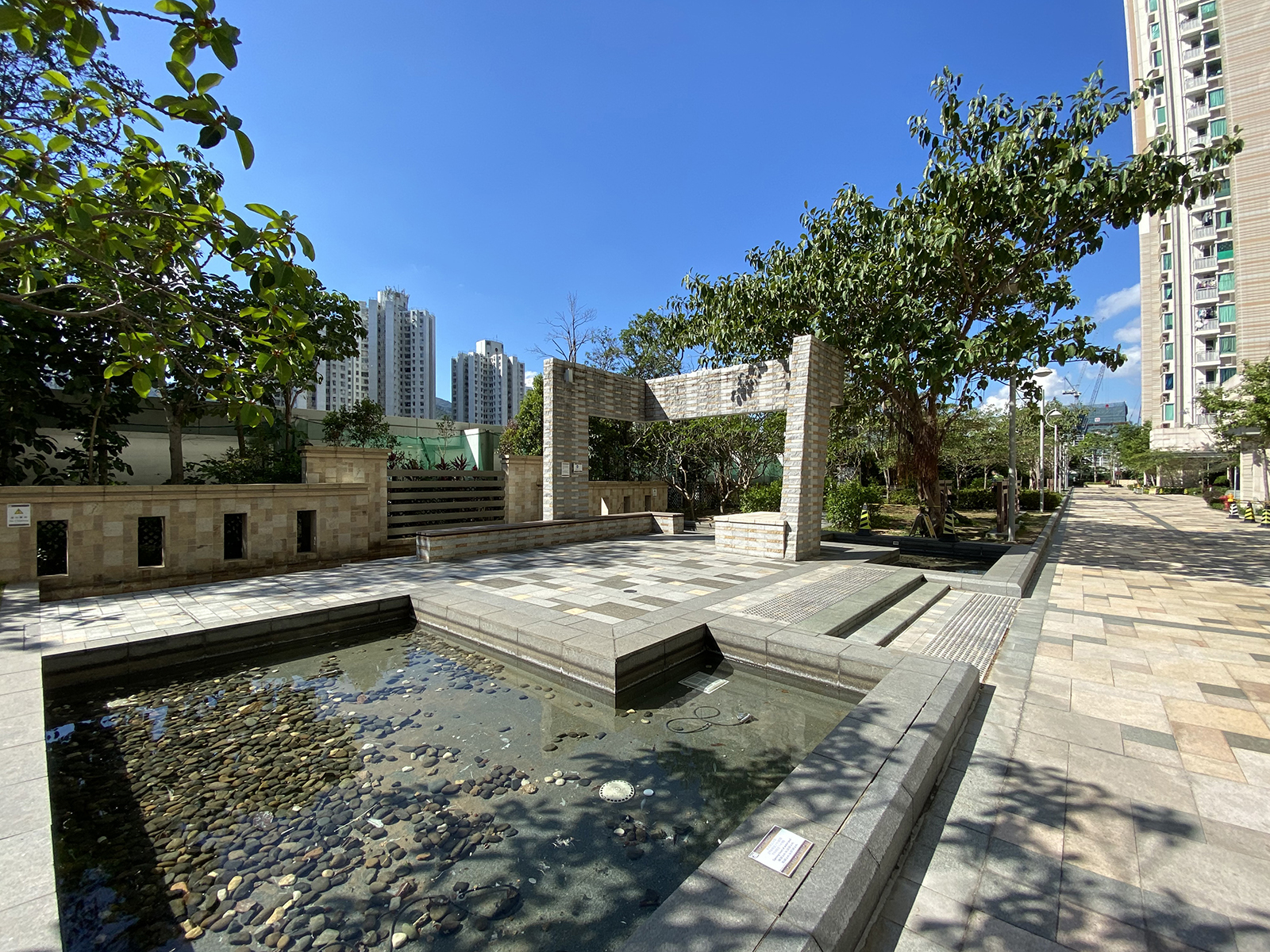
第三期對出的花園
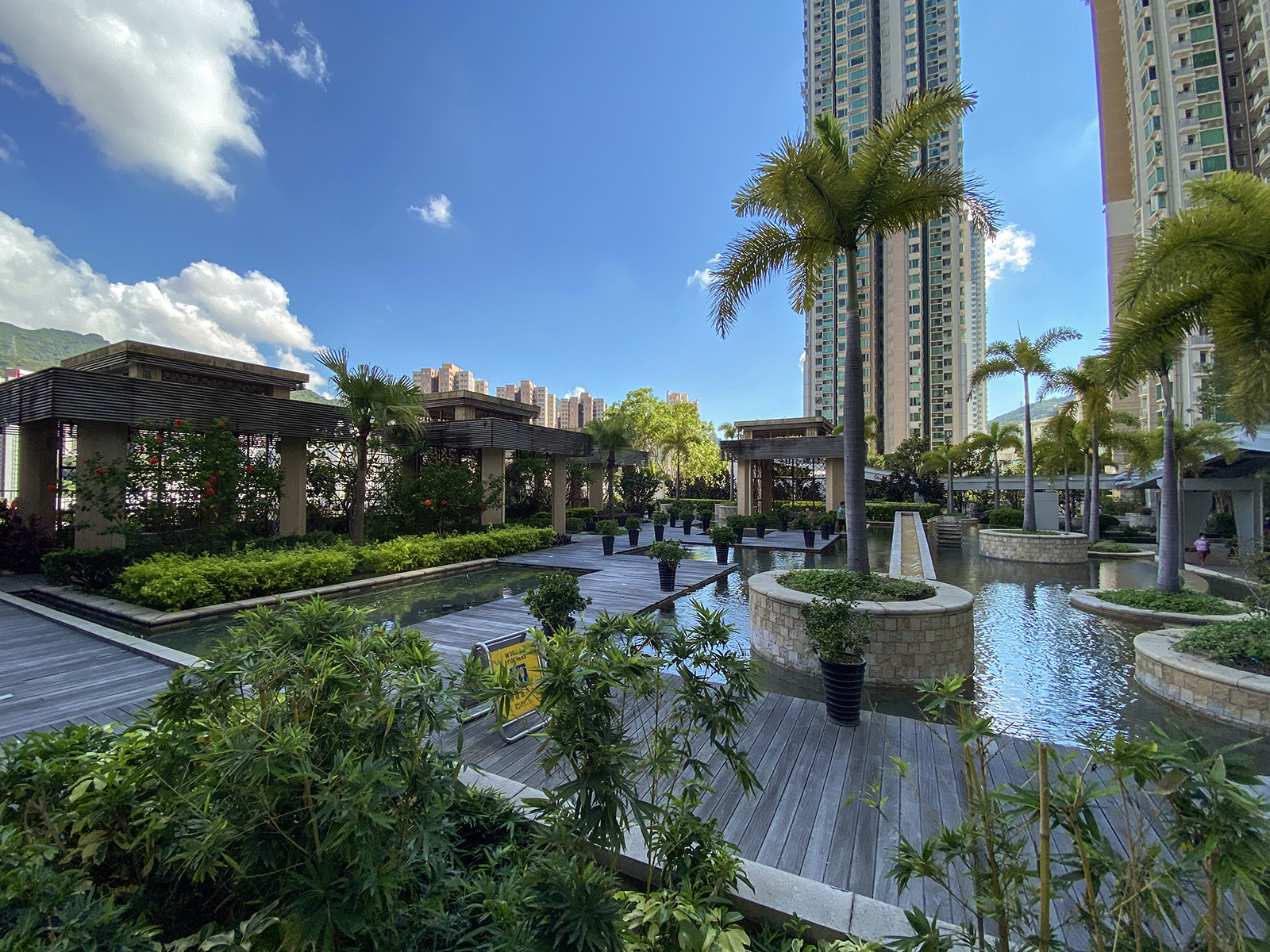
湖泊式水景園林「紫黛嫣紅庭園」
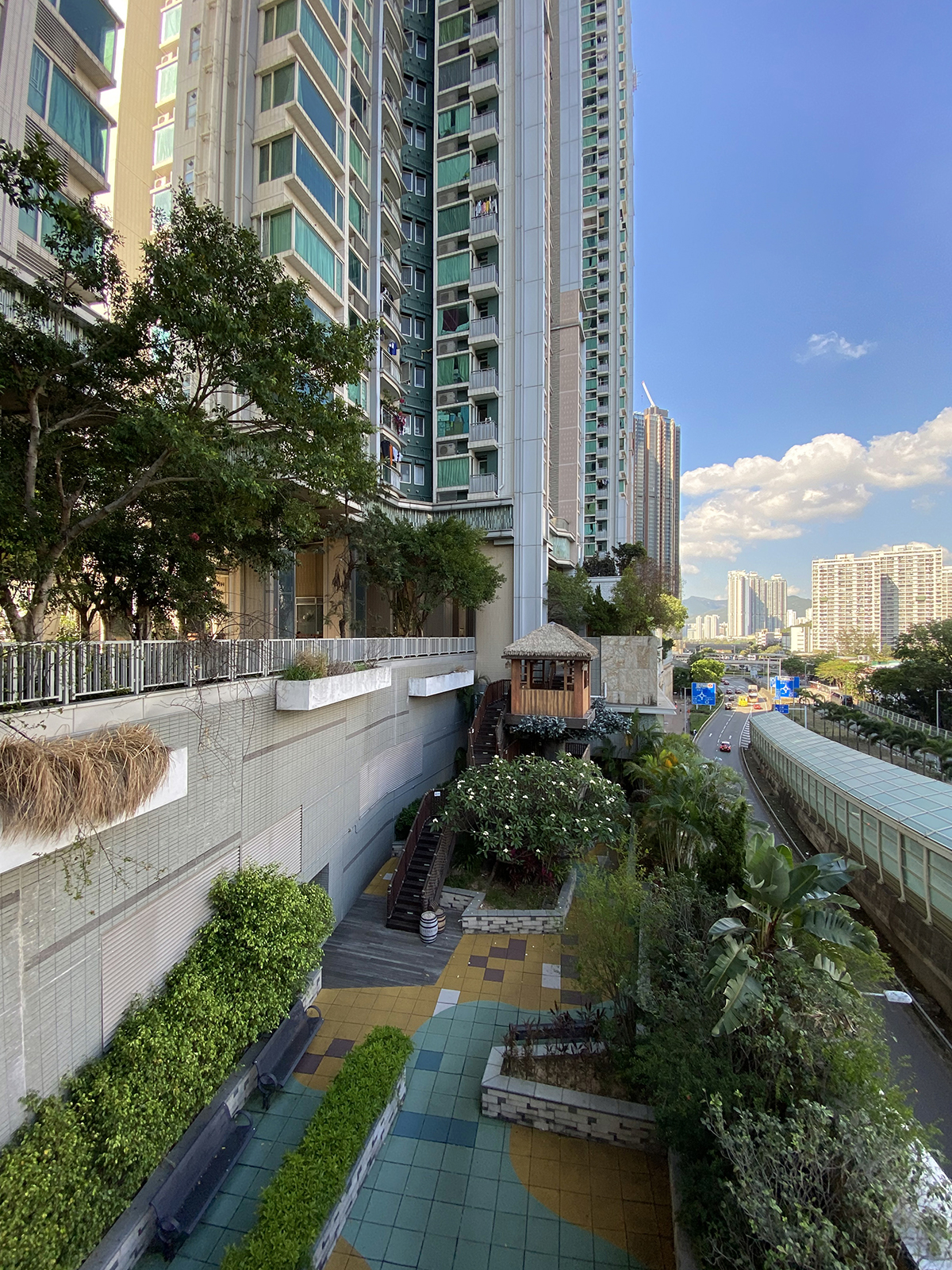
樹屋

屋苑曾在2014年及2018年獲得「最佳園林大獎 – 私人物業」的優異獎。
花園平台均採用OTIS提供的升降機。

## 售樓手法
長實原打算在2009年11月發售，不過因仍未取得預售樓花同意書（由2008年申售至2010年批出同意書，長達20個月，是各港鐵上蓋住宅項目中，申售期最長的一個；其次為環宇海灣，申售期為18個月）而延遲開售。

### 「唱高開低」策略
2010年2月1日，長實公佈名城意向呎價由9,000元至13,000港幣，形象塑造為豪宅新盤，先推售700個單位，其餘留待地產發展商推售，令人誤信供應量少和獨當一面，以此作為市場心理術。近年，香港地產商的售樓推銷手法極度浮誇，包括電視廣告，示範單位和售樓說明書，或稱天馬行空的創意，名城是此等手法的樣板。
2010年3月10日，長實地產投資董事郭子威於記者會中表示，名城將短期內獲批預售樓花同意書，參考呎價約13,000元一呎，估計入場費逾1,000萬元，項目預計在復活節前推售。另一方面，該項目於北京進行路演，市場反應理想，共接獲逾1,000個查詢，其中有1組來自內蒙的買家有意斥資10億港元洽購，而該項目亦將於月內於上海及廣州進行路演。另一方面，名城示範單位更設立「投資移民專櫃」接待內地客，並預約300內地客來港睇樓，反映「名城」一期針對內地客為主。
2010年3月16日，長實地產郭子威為名城特別推出「開心置業大禮」，凡居住於指定港鐵東南西北沿線的屋苑的業主或租客，成功認購「名城」單位，並選擇即供付款方法付款及能夠出示有關證明文件，即可享有2%樓價折扣優惠，預計耗資3億港元。此外，長實分別以1,000萬和400萬製作了2輯短片及在多處地方刊登廣告。位於紅磡國際都會廣場9樓示範單位於3月20日-7月5日對外開放。
2010年3月25日，長實「唱高開低」，公佈首批20個單位平均呎價為8,692元，長實執行董事趙國雄表示，定價水平只是回應市場上的訴求，並不擔心政府有調控政策，並希望吸引更多用家入市，並矢言「不需每個新盤都賺到盡」。
不過在開售後3天，累售不足400伙，只售出約三成單位。另一方面，長實要求個人或公司名義的買家，限制購買2伙之內單位，聲稱不希望炒風過熱。
2010年3月30日，長實推出呎價約7,000餘元起，向針山山景的3房單位，並特別命名為「黃金名宅」，該單位較首批推售單位低出20%。長實集團執行董事趙國雄回應，單位景觀不同亦會導致定價有變化，首批單位向東南，享有獅子山景，因此價格較高。新推售單位則向西北，面向金山郊野公園 ，故價格有差異。
2010年4月4日，在過去兩天復活節假期中，銷情逐漸好轉。長實合共售超逾100個單位，使累售單位總數增至逾600伙，佔項目單位總數44％。
長實的名城1至3期由2010年初銷售至2011年底，當中只1、2期年內已速售近1,400伙，套現逾120億元，而3期盛世於11月以吸引價開售，首批65伙即供平均呎價僅8,109元，成功錄得理想銷情，發展商預期，項目1至3期年內可望共售近1,800伙，套現逾160億元，創集團歷來單一項目全年套現最多紀錄。

### 銷售特色戶
長實將於2010年4月底至5月初的五一黃金周時間推出發售頂層複式特色戶單位，預期呎價約達2萬元，勢要超越沙田區內分層豪宅呎價新高紀錄。

### 預留單位作大學宿舍
2010年4月，長實計劃與香港城市大學、浸會大學及香港中文大學溝通，希望出租單位給予大學生，涉及單位約達100伙，主要單位是三房單位，可考慮每戶由3至4名學生分擔租金，每人承擔租金約5,000至6,000元。當大學租入單位後，屆時發展商將提供租管服務，例如提供寬頻上網或每周一至兩次清潔服務等。但計劃最後不了了之。

### 「一脈相連九龍塘」爭議
2010年10月底，長實推出名城第二期「盛薈」，並在廣告中以「一脈相連九龍塘」作招徠。然而，樓盤實際地理位置處於大圍，與九龍塘被獅子山相隔，因而被投訴失實誤導。
其實，在九龍塘太古地產建成的又一城（Festival Walk），與此Festival City名字相近，容易產生錯覺。

### 出口術誤導買家爭議
財政司司長曾俊華2010年11月19日公佈出新招壓抑樓市前，負責推銷盛薈的長實地產投資董事郭子威為求促銷，在其新浪微博上「出口術」誤導內地買家，聲言：「今天（19日）買盛薈絕對不受新的政府措施影響！」政府出招後，郭子威連日來多次在微博狠批政府「打樓」只會害苦香港百姓，更聲言樓市會不跌反升四成。事件曝光後，運輸及房屋局去信香港地產建設商會追擊郭子威，向商會表達極度關注有地產商要員在網誌發表誤導言論，並要求商會跟進。
郭子威在11月25日向傳媒回應指，商會已聯絡長實，有關事件會交由集團的法律部門處理及回覆，個人不願再作評論。
民主黨立法會議員李永達批評郭子威誤導消費者，要求政府介入今次事件，並應停止長實銷售盛薈。

## 批評

### 規劃問題

#### 屏風樓效應

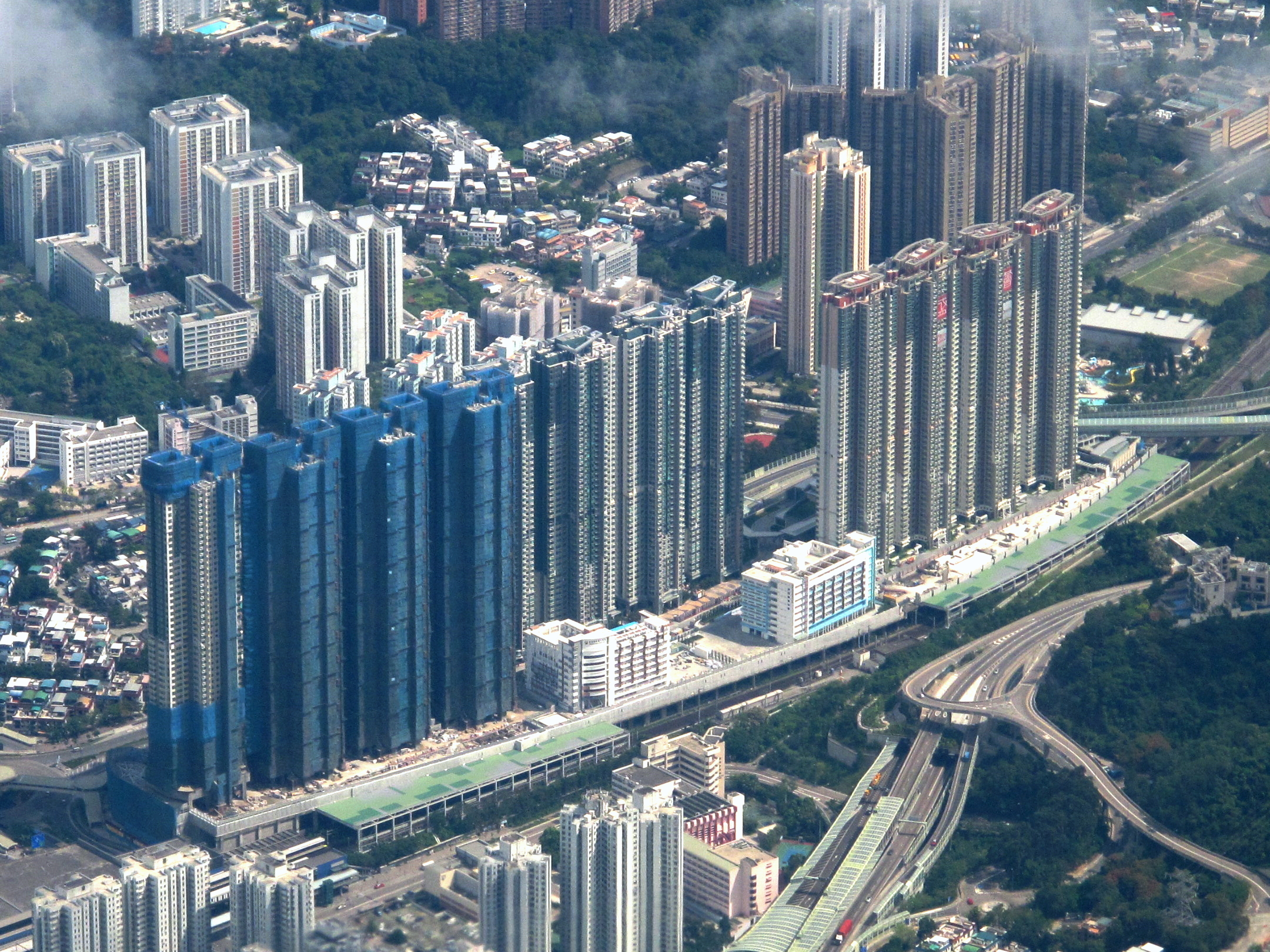
名城將大圍一份為二

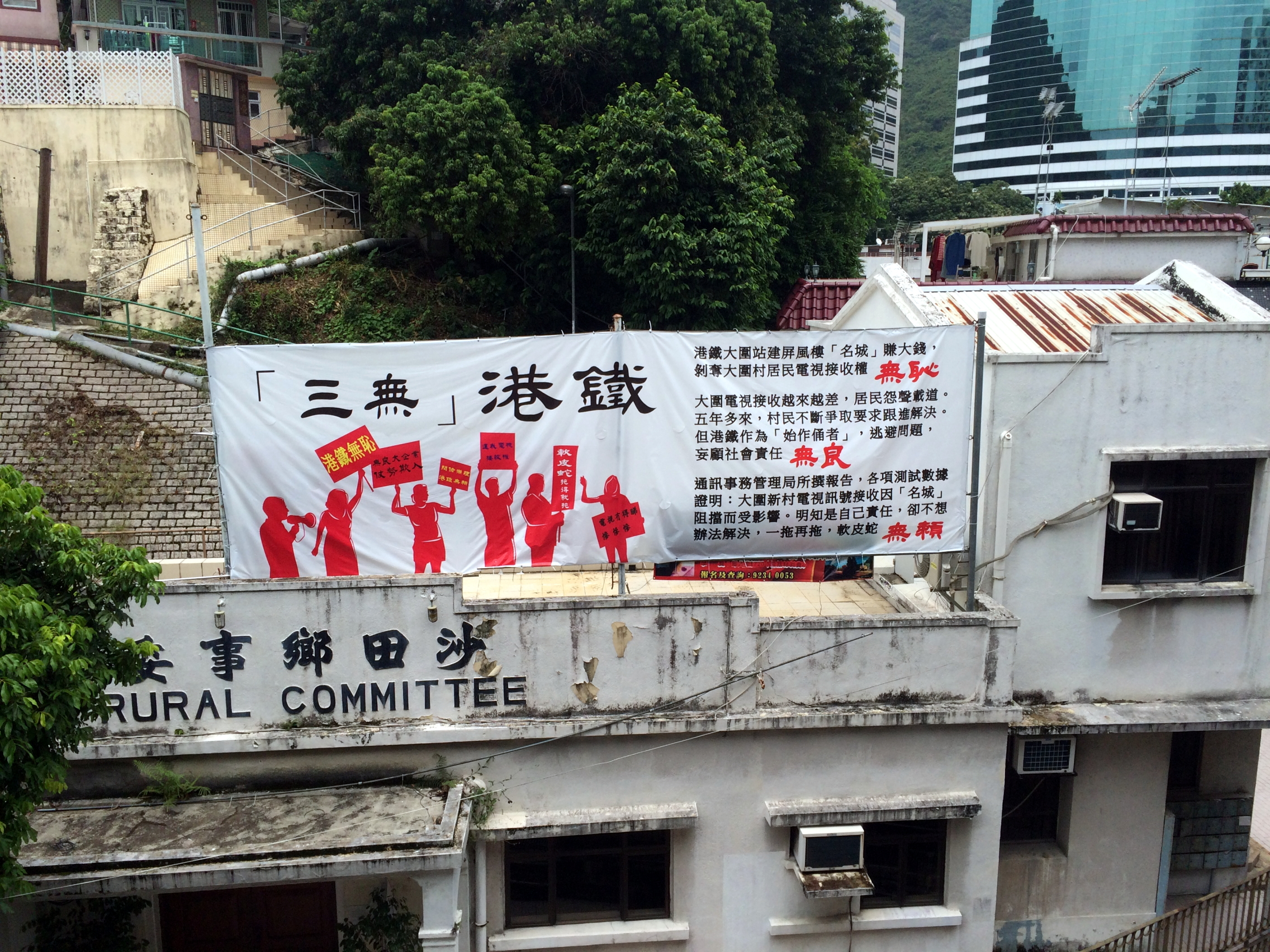
大圍村居民指出名城落成後阻擋天線訊號，令大圍村的電視訊號模糊，情況長達5年，嚴重影響日常生活，唯港鐵沒有理會

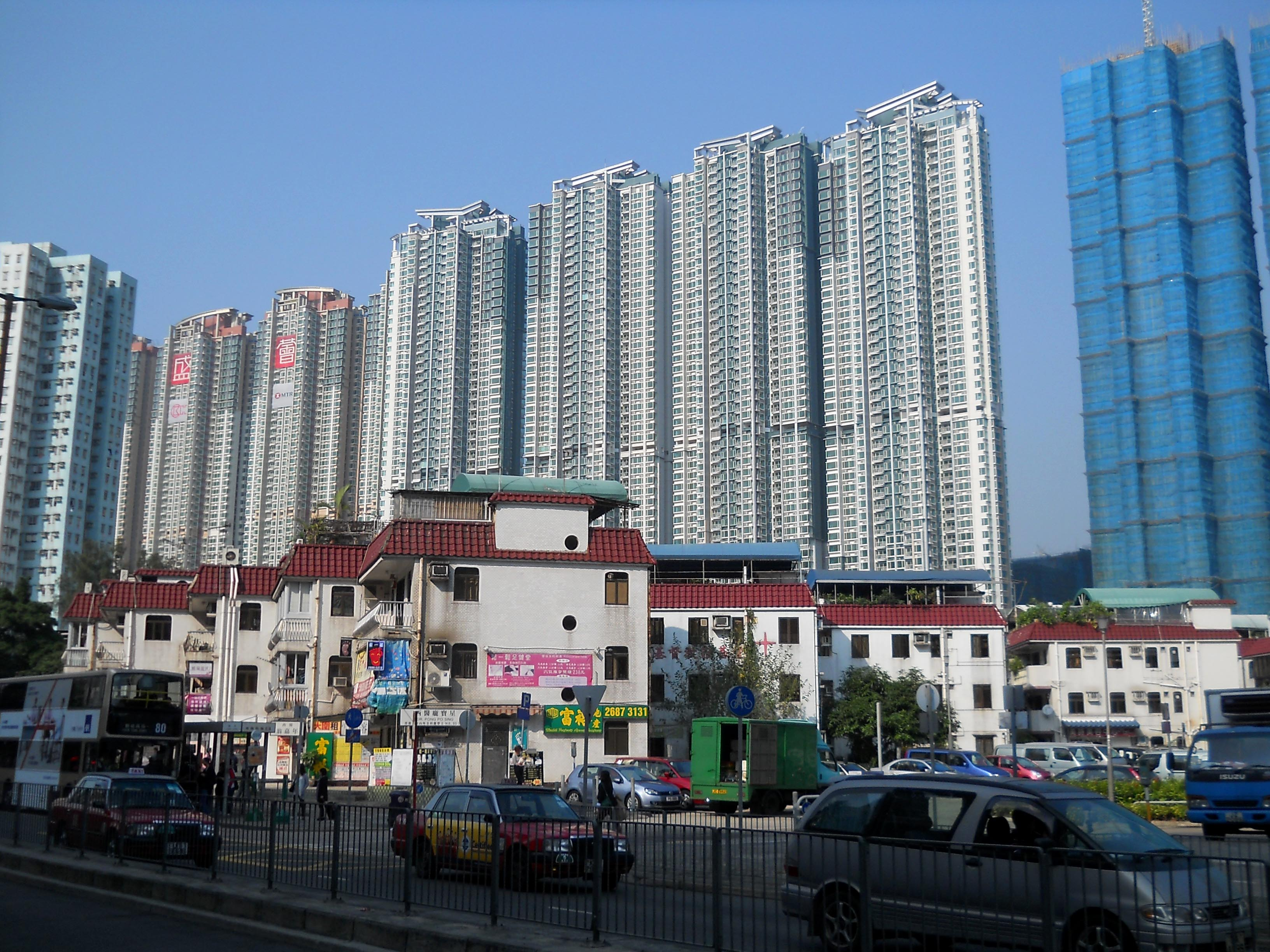
田心村及其背後的名城

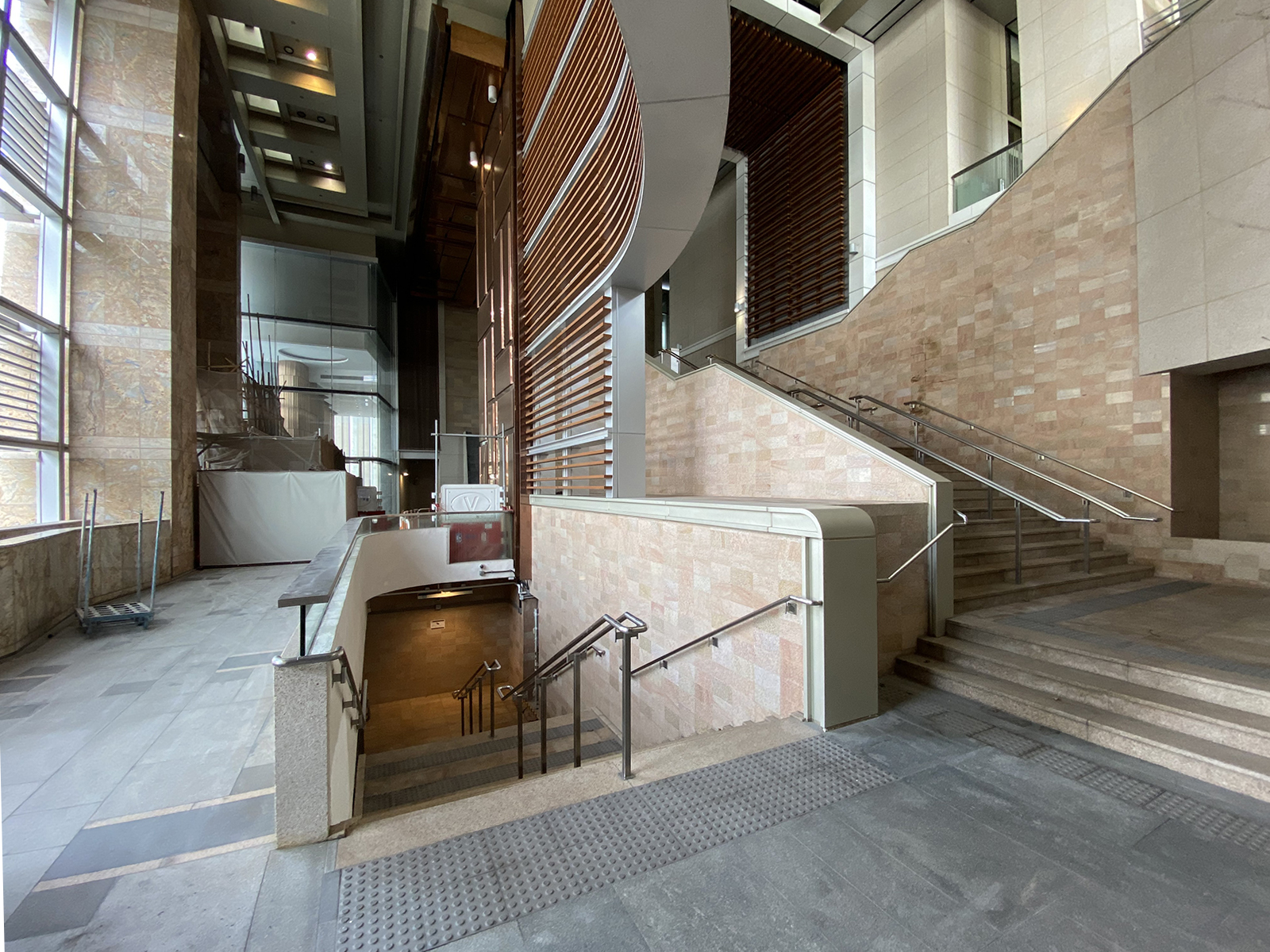
學生回校需步行132級後樓梯才抵達平台

大圍昔日建有大圍單車公園和青龍水上樂園（後來改名為大圍歡樂城），為該區的特色景點，但兩項設施於2000年正式關閉後，前九廣鐵路聯同發展商長實於原址建12幢50層高的摩天住宅名城，大圍人口將在五、六年間急增，香港城市規劃而造成的屏風樓問題引起部分人關注。
2006年時，環保觸覺及大圍屏風樓關注組均認為多幢新興建的屏風樓將大大影響區內空氣、光線及居民健康。絕大多數的大圍居民反對興建名城，但九鐵及城規會最終沒有理會有關訴求，項目通過興建。。
名城一期及二期在2010年年中建成後，有附近居民指出難以接收電視訊號達5年，無法收看電視，嚴重影響日常生活，不斷要求港鐵補救（類似情況亦在火炭駿景園出現，令落路下村村民無法收看電視，但最後駿景園業主及港鐵公司允准在屋苑天台安裝電視訊號轉播站）。唯名城業委會在2014年拒絕，表明不同意在其大廈天台安裝電視訊號轉發器。

#### 公共空間變屋苑私人空間
根據規劃署定義的「休憩用地」，列名私人屋苑的平台及會所設施的空間亦計算入地區休憩空間一部份。
由於屋苑前身為公眾可享用的大圍單車公園和足球場，但建成後成為只限住客享用的空間，被指犧牲了原來的庶民空間。
但大圍近年人口急促增加，該區休憩空間及社區設施仍然不足。政府一直以該區內的會所以及現有的社區設施已滿足香港規劃標準與準則為理由，拒絕在區內興建更多休憩空間及社區設施。同時會所設施的用地並不包括在公共空間內，所以非屋苑住戶的沙田區居民不可使用或進入住宅的平台及會所設施。

#### 公共設施規劃失敗，學生被迫行長命梯

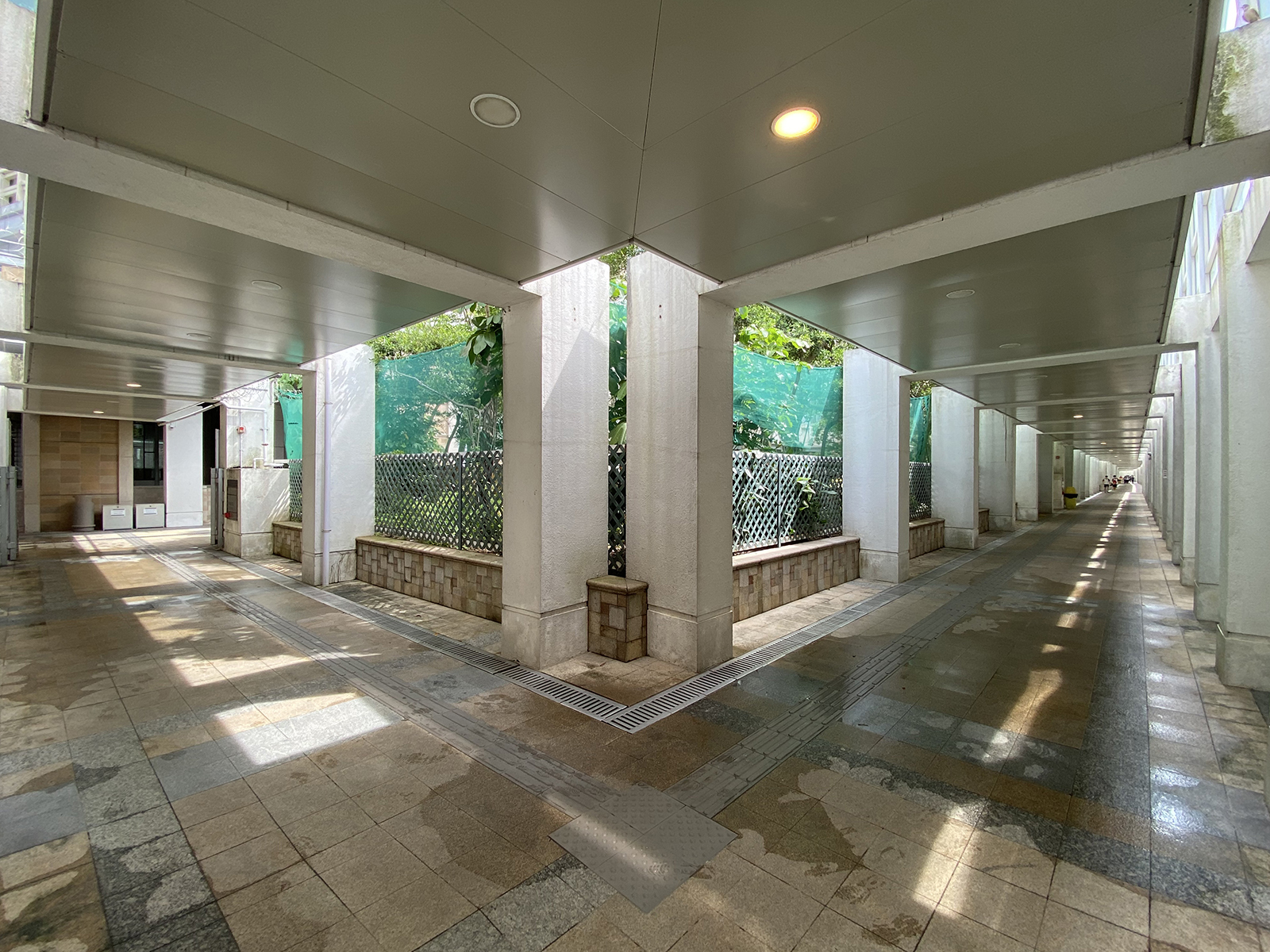
發展商規劃時已將住宅及公共設施作為分隔

根據名城地契列明，該處需建多個公共設施，其中兩所千禧校舍與名城12座樓宇同時建於5樓平台上，離地約19米。教育局於2007年4月，將兩校分配給區內名校沙田崇真中學和聖母無玷聖心學校遷校。其中沙崇於2011年9月率先搬進，聖心則於2012年遷入，兩校合共有約2,000名師生。
不過由於規劃時已將住宅及公共設施作為分隔。學生回校只可從美田路地面入口，乘升降機或行132級後樓梯才抵達平台，然後再行300米走廊到兩校入口。不過由於學校通道只設一部升降機，每轉只可載12人，因此大部份人必須行樓梯。沙崇校長張文偉表示，一直以為會有扶手樓梯由地面接駁平台。不過2011年7月收樓後才知升降機載客量和出入主要靠樓梯，之前全不知情。至於聖母無玷聖心學校校長黎少玲表示，該校也是近月才知出入安排，認為這樣是辛苦了小朋友。該校七成學生坐校巴，日後可於名城停車場內的學校入口落車，但仍有多至300人需使用升降機或行樓梯進入學校。
對於有關問題，港鐵及涉及這項目的三個政府部門，回應時互相推卸責任。港鐵並沒有回應設計失誤指控，反指項目總綱發展藍圖已獲得建築署和教育局等同意。發言人表示，日後會有行人天橋連接大圍站上蓋項目至名城，提供較便捷的通道，步行至平台的梯級將減至約30級。地政總署指出是應教育局要求在大圍站項目興建兩間學校；教育局稱只就學校設計提供意見，又認同現有安排基本已能讓學生由地面到達平台校園；建築署表示只是向教育局提供技術顧問。教育局發表人表示，港鐵同意當升降機發生故障時，會協助有需要的學童利用其他升降機抵達校園；雙方又正商討小學校舍於2012年啟用後，如何為學童提供更方便的往返學校安排。
發展商長實則未有回覆。

#### 被指發水比例高

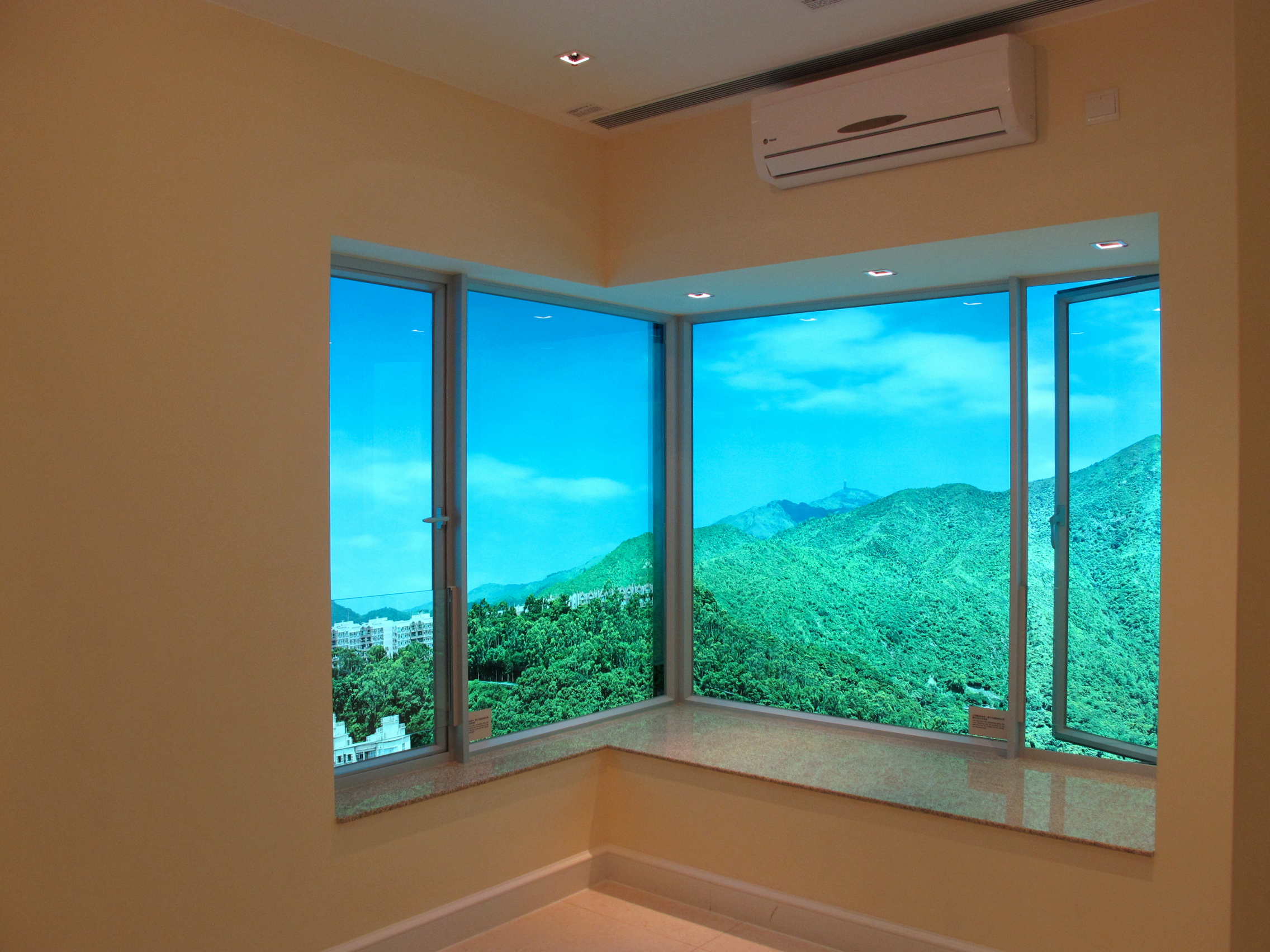
名城單位設置特大窗台

名城與近年長實樓宇的風格一樣，設置特大窗台、工作平台、環保露台及超厚預製組件等等，用盡所有發水面積。在2010年10月盛薈推售前，發展局隨機抽出以近40年的單位設計作研究個案，包括以名城第一座B室為例，建築面積為1030呎的單位，實用面積為785呎。不過實用面積同時包括了22方呎露台、16方呎工作平台及132方呎外牆，亦不包括面積達34呎的窗台，結果單位最後剩下615呎，實用率不足60%。接著盛薈推售時，首批實用面積平均呎價為11581元，較建築面積呎價8763元，高出逾24%，買家需用四分一的樓價，購買公用空間，包括會所、大堂及樓梯等地方。
對於大圍名城1期被發展局指出實用率只有70%左右，長實集團執行董事趙國雄表示，「買家入市時應清楚知道物業的情況。若果買家當初真的不喜歡，可以選擇買其他發展商的物業。」

### 對社區的影響

#### 引致附近行人路衛生轉差問題
名城內有一定數量的住戶有飼養狗隻，不過有部份狗主或其家傭經屋苑特別出口往大圍站天橋、車公廟路行人路或車公廟路遊樂場溜狗，不妥善處理狗隻便溺，引致附近行人路衛生轉差及發出惡臭。其後有區議員就此問題要求政府了解和跟進。

### 拆售車位引致區內停車場租金大幅上升
由於住客以中產或以上的富裕家庭為主，對車位的需求相對殷切。2012年12月前，屋苑停車場不設固定車位，月租車位收費達$3500/月。不過在2012年12月，長實決定放售車位後，有車位業主藉車位短缺，以叫價逾5,000元一個月放租，結果引起漣漪效應，推高臨近屋苑車位租金由1,300多元加價至3,000多元。同時，名城車主借用附近居屋海福花園的停車場，結果車位被名城住戶霸佔，引起居民不滿。同屬居屋屋苑的雲疊花園因公契無列明車位只供住戶使用，因而大部份車位也被名城住戶霸佔。。

### 其他問題

#### 門鎖問題揭保安漏洞
名城一期入伙時，隨樓附送三星EZON SHS-5120電子鎖，該鎖用橫柄把手(而盛薈和盛世則回復裝設傳統機械鎖，以鎖匙開啟)。2015年5月31日，蘋果日報報道該電子鎖能在門外以膠片開啟。

#### 部分單位變成非法旅館
2013年4月，有報道指有單位變成「自由行招待所」，同一單位內在1年半內有3個不同家庭居住。雖然屋苑保安非常嚴密，居民需經三重八達通出入住宅，但仍擔心保安問題。

## 事件
- 2007年10月9日，九鐵物業部主管帶領深圳市地鐵公司物業發展分公司人員，到本項目地盤、御龍山及銀湖·天峰工地視察建築進度，並向深圳地鐵人員介紹九鐵公司物業發展情況[47]。
- 2016年11月底，有住戶發現家用食水出現黑點沉積物，煤氣熱水爐水隔亦遭沉積物阻塞，開水亦見有黃泥水流出。港鐵表示，受到大圍附近水管工程供水恢復后沖起沉澱物之影響，12月1日起收到約400戶求助，稱食水有沉積物，名城客戶服務處已安排承辦商陸續清洗各座食水缸以及加強屋苑供水系統過濾裝置。煤氣公司亦收到約1000戶居民求助，指煤氣熱水爐發生故障，求助住戶不斷增加。[48]煤氣公司亦收到居民求助，經檢查后證實系熱水爐水隔過濾沉積物，功能不受影響。而名城1期、2期、3期皆屬於優質供水認可計劃證書成員。[49]
- 2017年4月10日早上7時許，一名42歲男保安員，疑因有身體病及金錢問題不開心，從大廈天台墮下，跌在泳池，救護員接報到場，證實死亡。[50]
- 2017年7月26日下午，一名6歲男童在家人陪同下，於會所游泳池學習游泳期間遇溺，一度陷入昏迷，幸經送院救治後已蘇醒。[51]
- 2019年1月6日清晨5時許，一名16歲學生懷疑受學業問題困擾，在2期3座高處墮樓，救護員接報到場後證實死亡，警員在現場檢獲遺書。[52]
- 2019年5月17日，一名19歲姓劉學生從高處墮樓，救護員接報到場後證實死亡，警員在現場檢獲遺書。[53]

## 公共設施

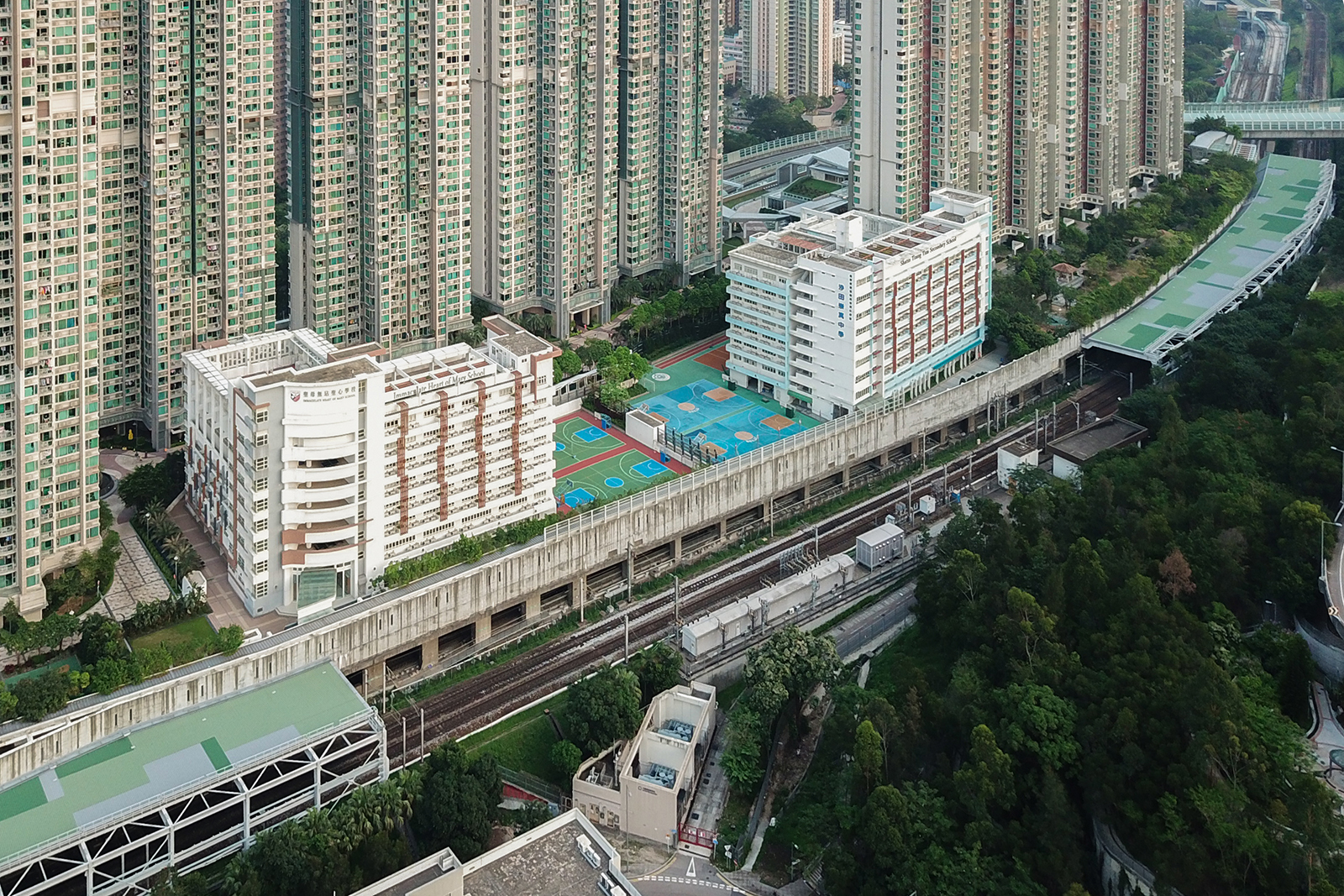
平台上的千禧校舍，聖母無玷聖心學校（左）和沙田崇真中學（右）

根據名城地契列明，該處需建多個公共設施，其中兩所略作改動的後期型千禧校舍與名城12座樓宇同時建於5樓平台上，離地約19米。教育局於2007年4月，將兩校分配給區內名校沙田崇真中學和聖母無玷聖心學校遷校，成為全港最後一批千禧校舍。而三期基座名為「大圍社會服務大樓」，設東華三院名薈頤庭長者屋、明愛沙田長者中心及香港小童群益會大圍青少年綜合服務中心。此外，項目亦設有通往圍方及港鐵大圍站的天橋。

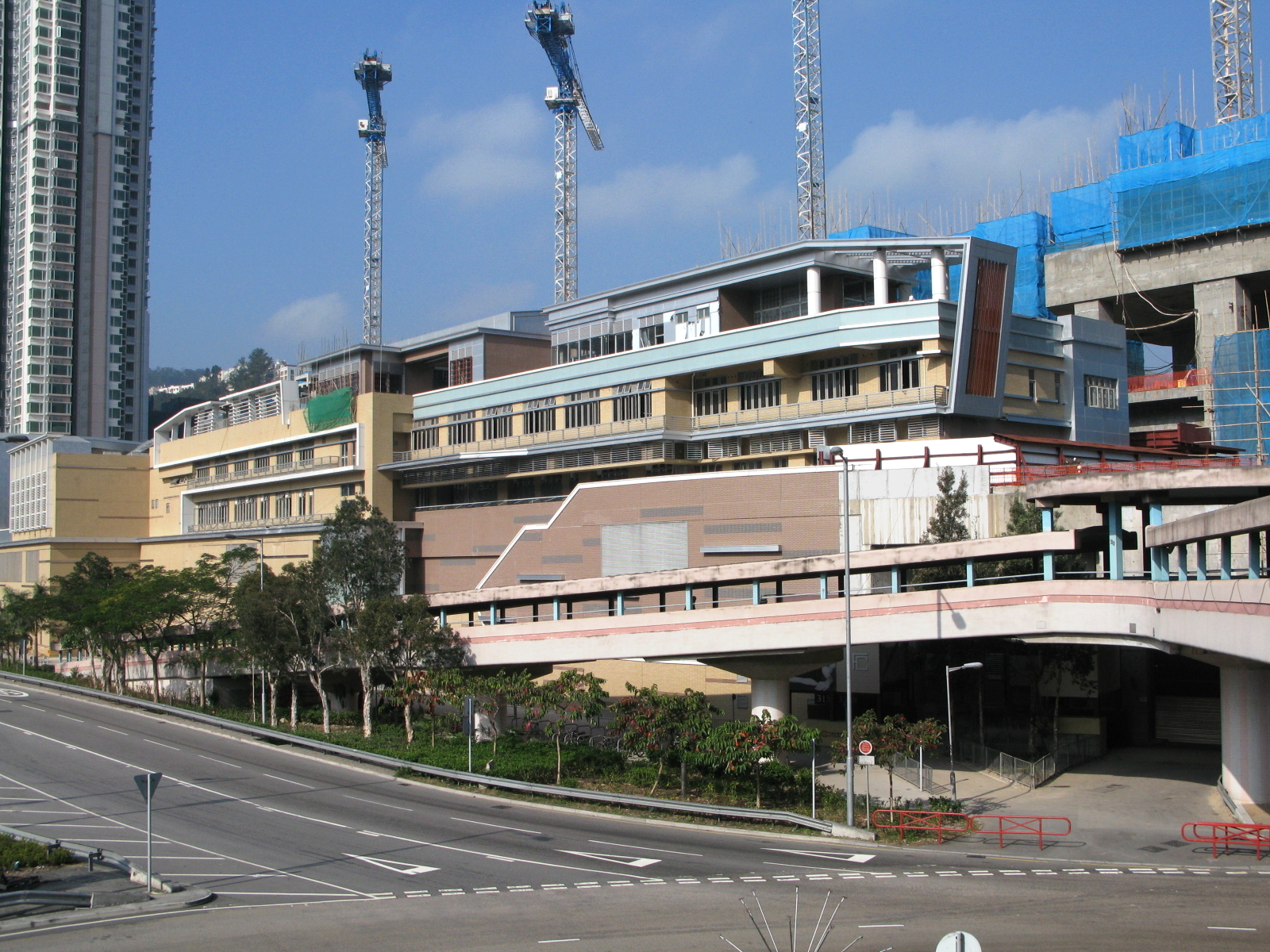
大圍社會服務大樓（2010年）
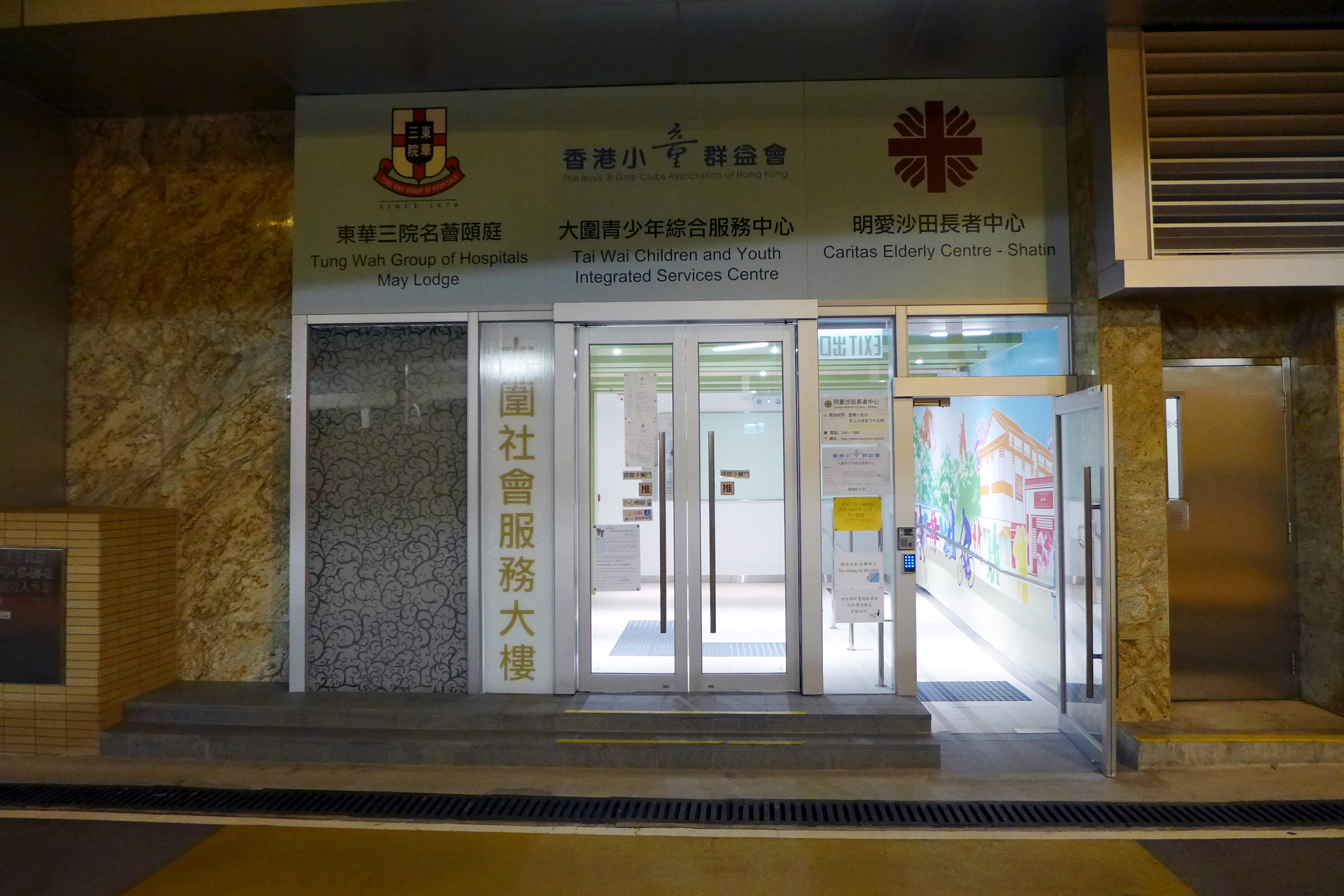
大圍社會服務大樓地下入口
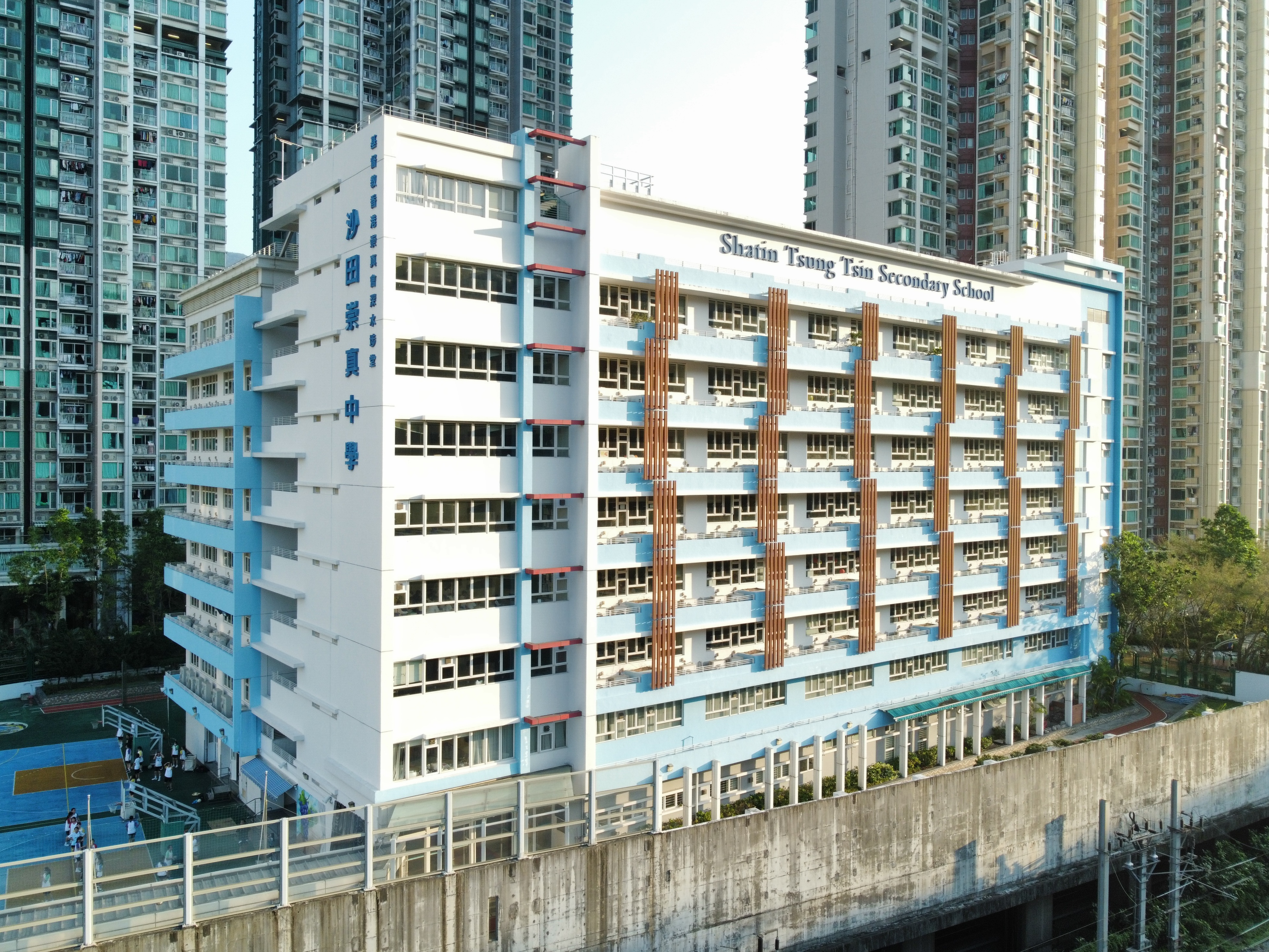
沙田崇真中學新校舍
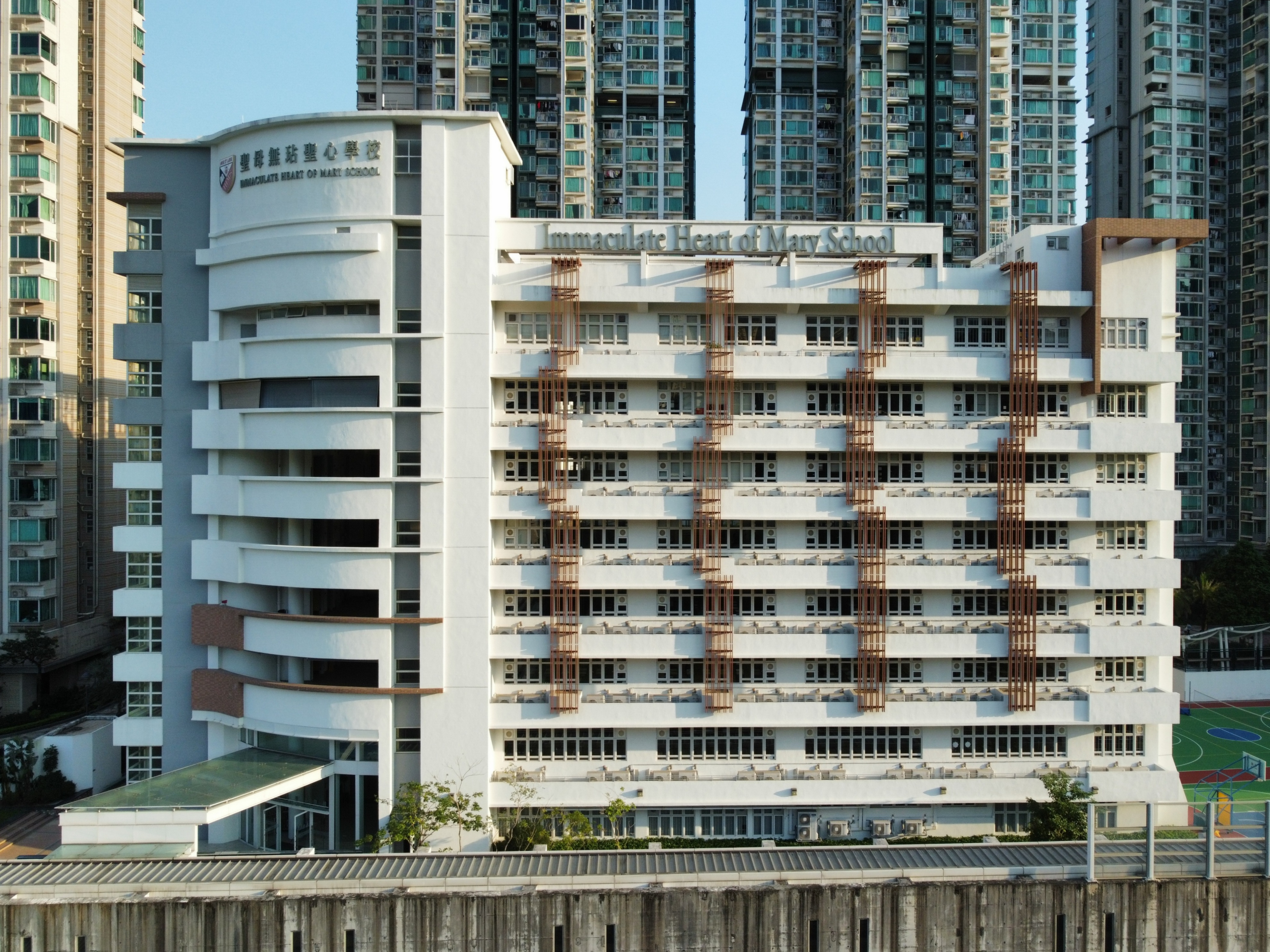
聖母無玷聖心學校新校舍

## 興建圖集

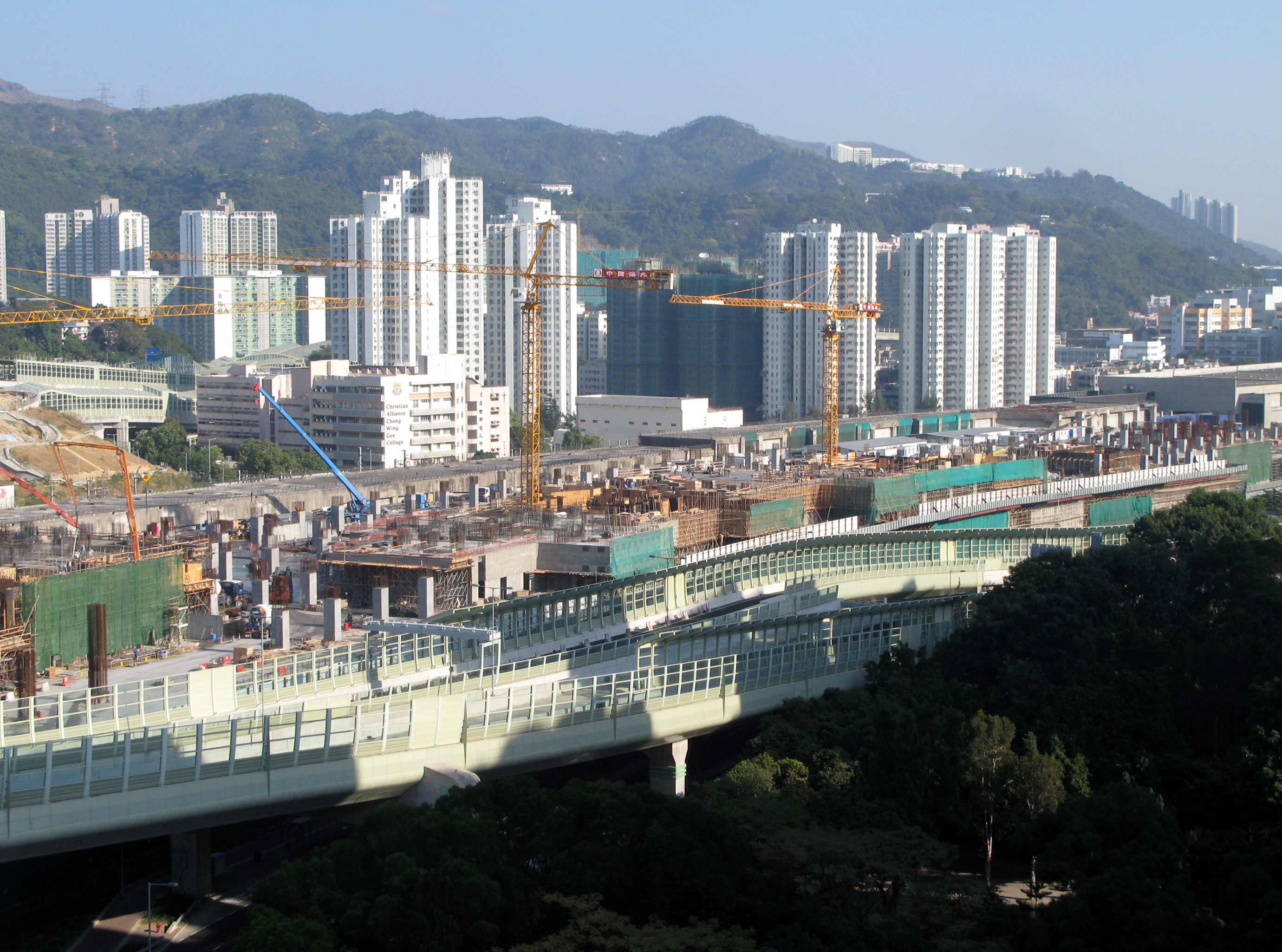
興建中的名城（2007年12月）
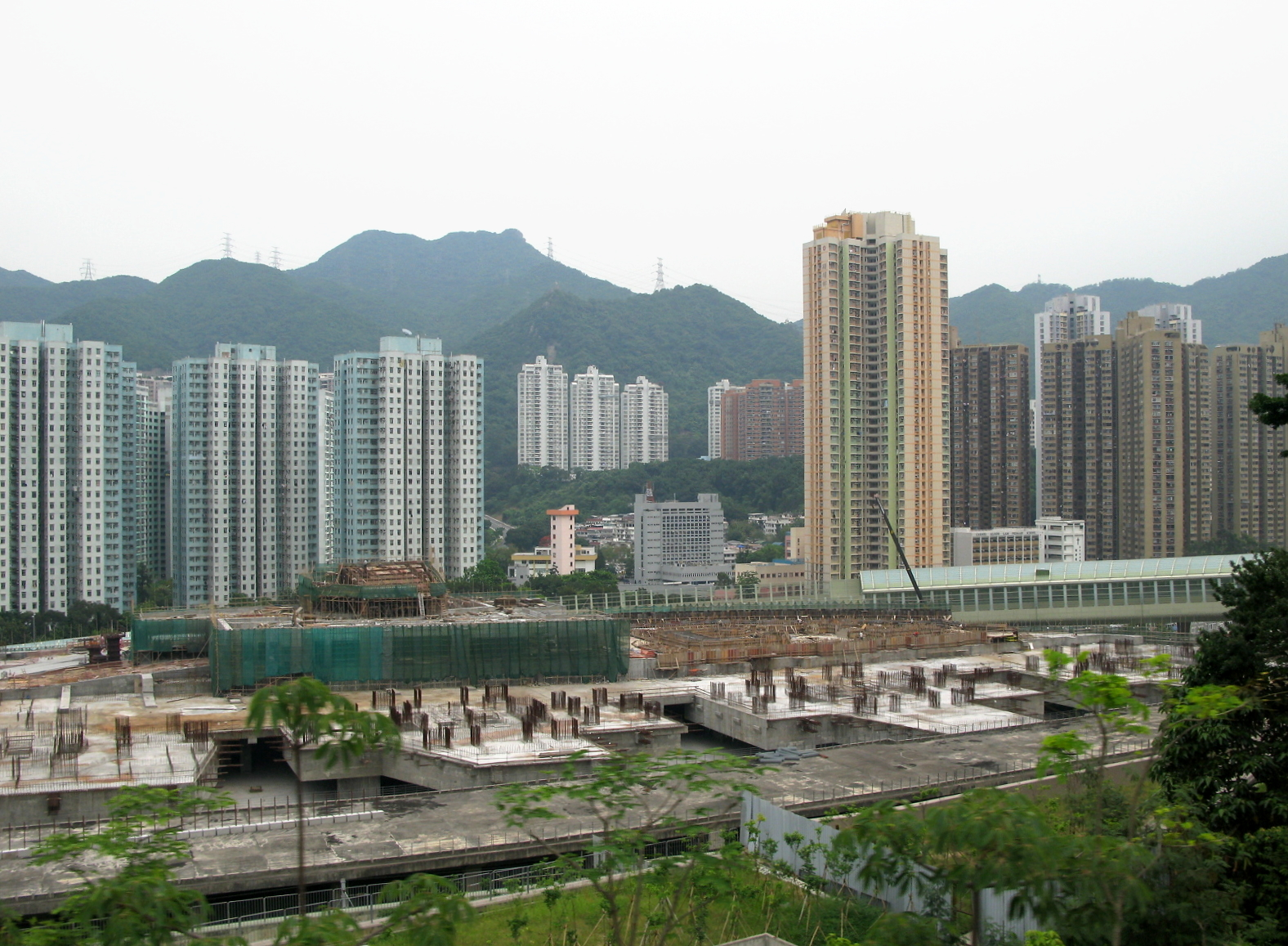
興建中的名城（2008年5月）
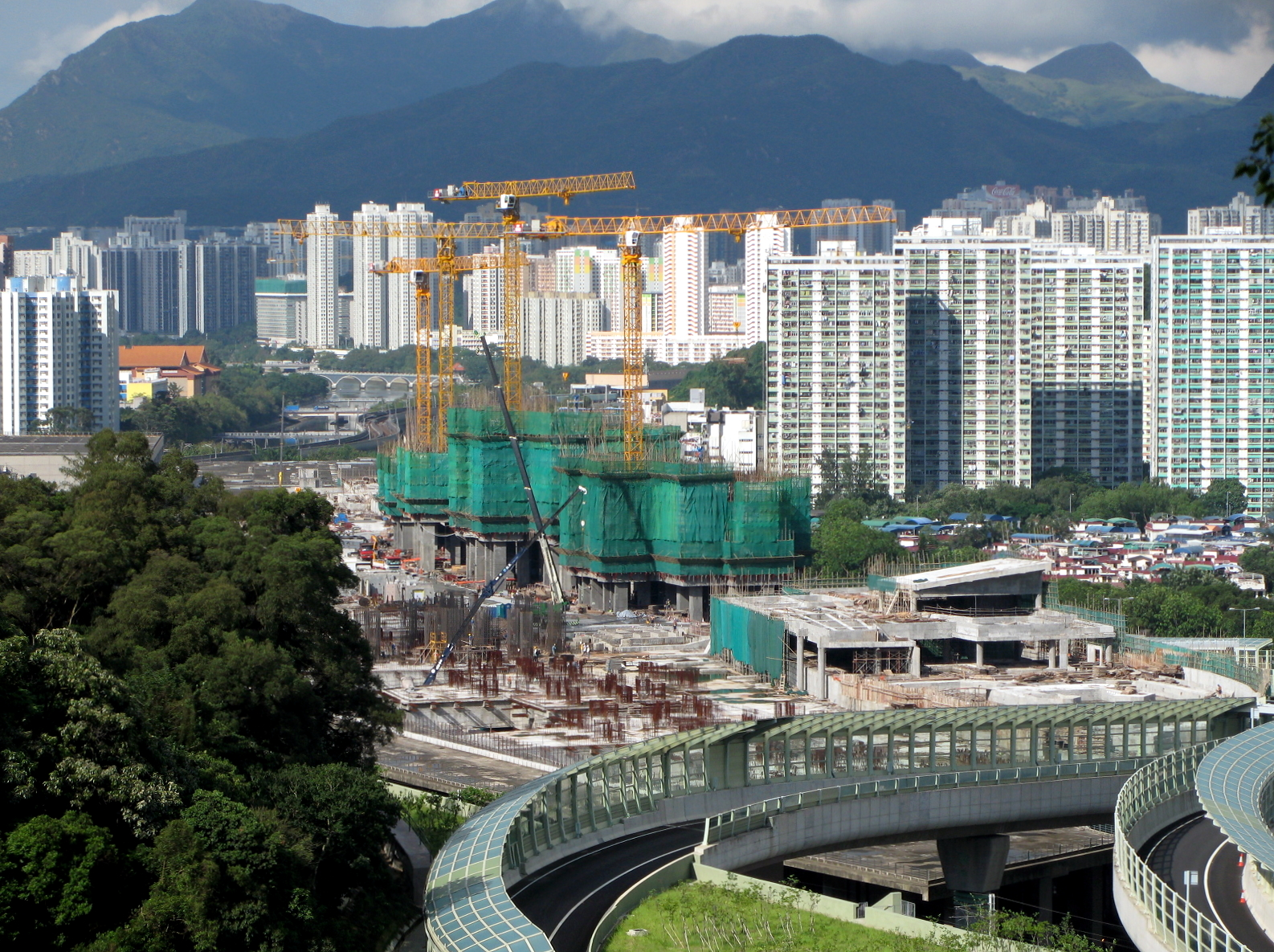
興建中的名城（2008年6月）
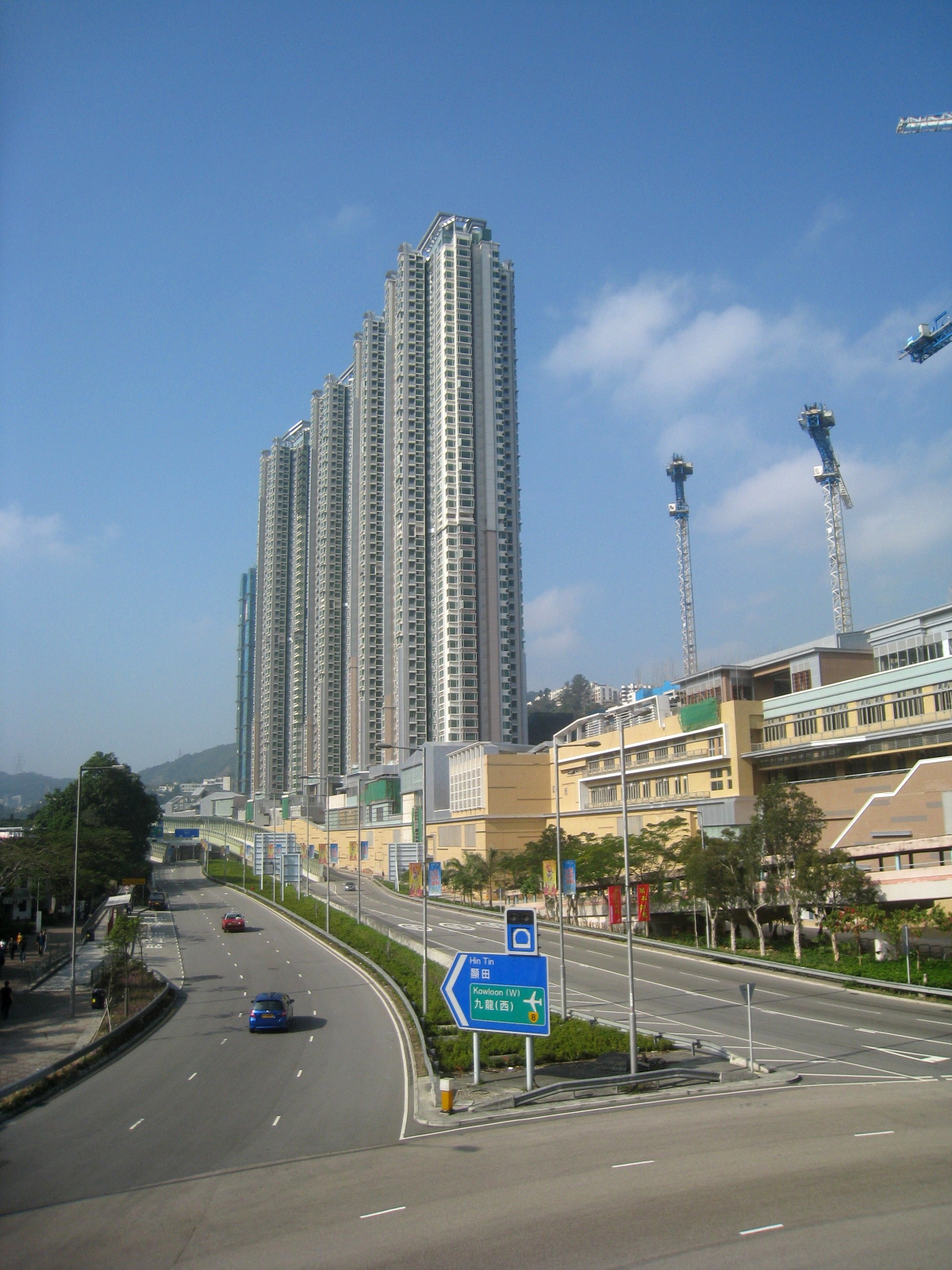
興建中的名城（2010年1月）
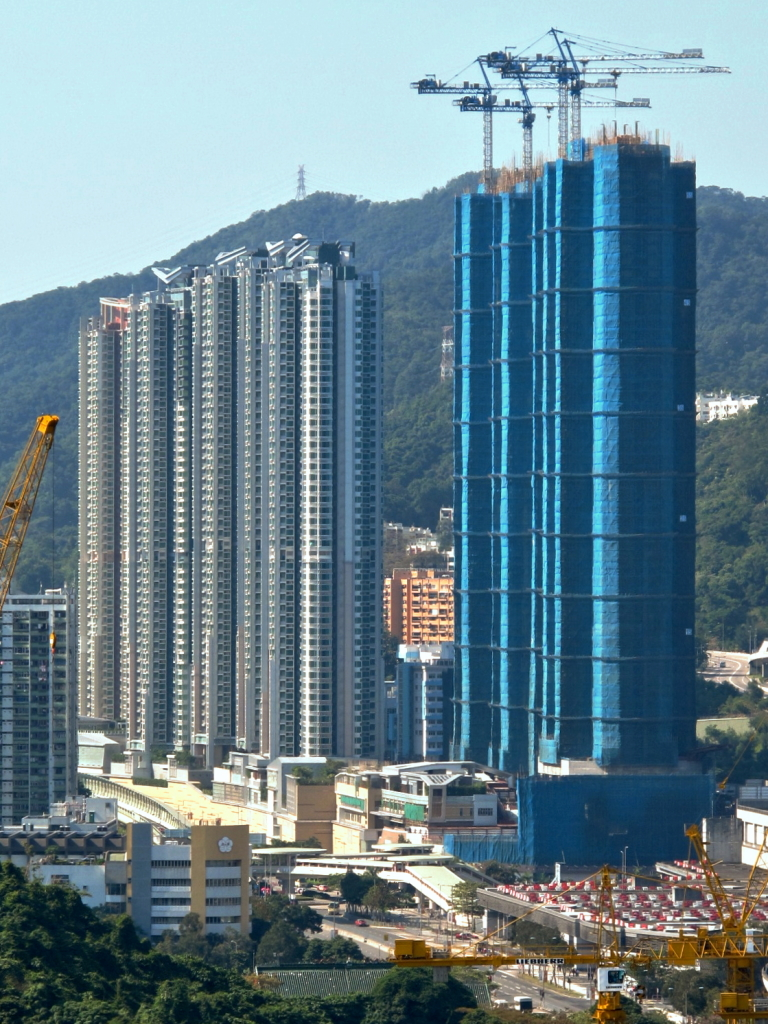
興建中的名城（2010年11月）

## 鄰近
- 名城鄰近多個公共設施，包括車公廟路遊樂場、顯田游泳池及顯田遊樂場。大廈高層東南方向可享獅子山及區內開陽市景，但西北方向則望到寶福紀念館和新界（沙田）法醫學大樓。